# René Roubíček

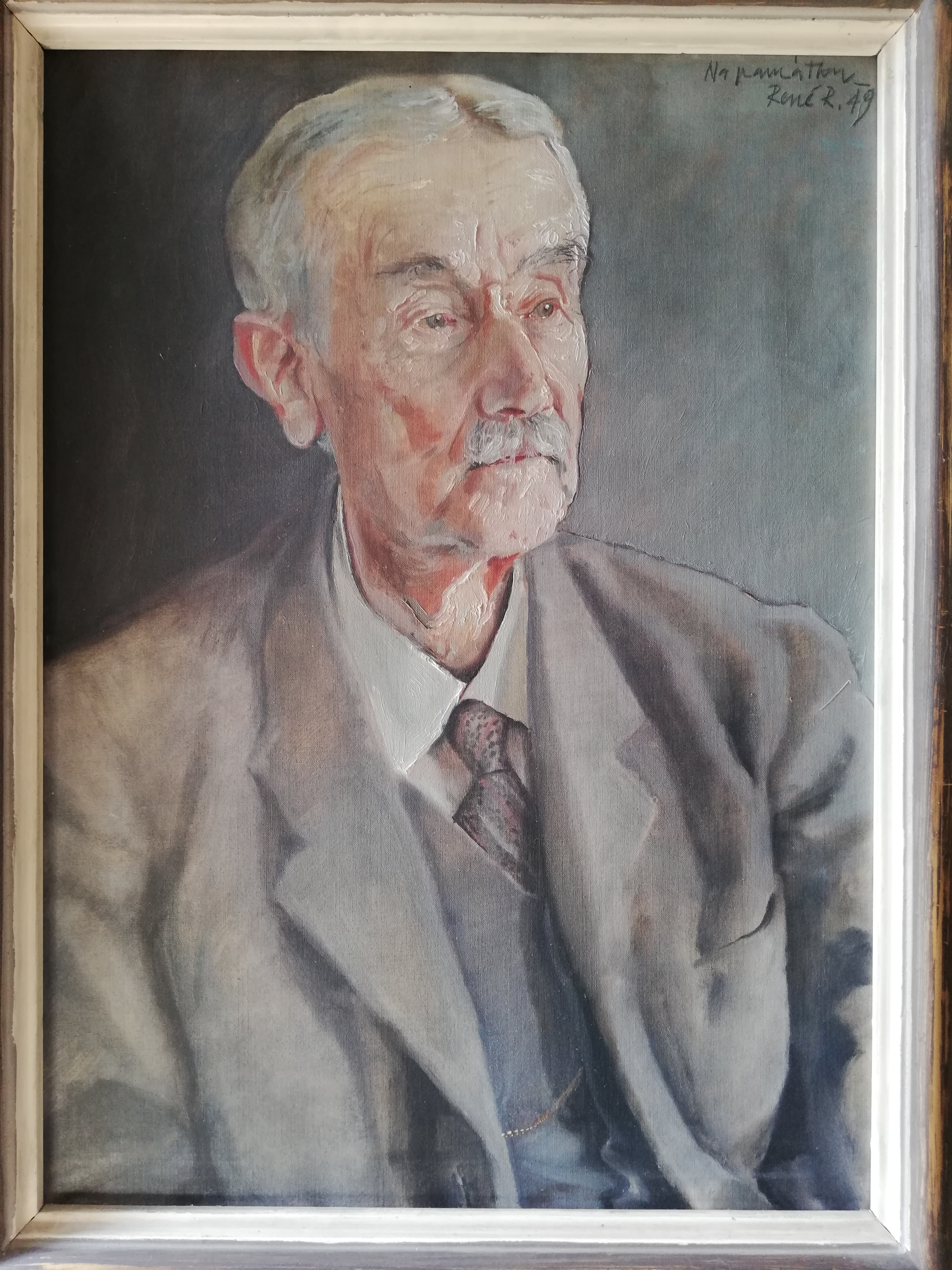
Ukázka malby René Roubíčka (portrét Václava Dragouna – rok 1949)

René Roubíček (23. ledna 1922 Praha – 29. dubna 2018 Praha) byl český umělecký sklář a sklářský výtvarník. Patřil mezi přední postavy českého sklářství, podílel se například na československém pavilonu na Světové výstavě 1958. Byl vedoucím Borského skla, pedagogicky působil na Akademii výtvarných umění v Praze, spolupracoval s firmami Crystalex, Moser, Lasvit, Preciosa a řadou skláren. Byl poručníkem designéra Bořka Šípka, kromě toho byl členem Umělecké besedy a BILANCE (tvůrčí skupina užitého umění). Žil a tvořil střídavě v Kamenickém Šenově a Praze.

## Rodinné zázemí a umělecké začátky

### Rodinné zázemí
Jeho otec Antonín Roubíček (6. května 1898 Pelhřimov – koncem 40. let 20. století Pelhřimovsko) pocházel z rodu, kde bylo rozšířeno řemeslo kartáčníků. Poté, co vystudoval konzervatoř, živil se jako profesionální muzikant (houslista), hrál v orchestru Oldřicha Nového a kromě toho byl státem zkoušený učitel hudby, který dával doma „kondice“ (svého syna ale svěřil do péče jiného učitele hudby). Kromě hraní i maloval a také sám vyráběl housle.
Jeho matka Božena Roubíčková (rozená Klápová) (1. ledna 1901 Praha-Michle – v 60. letech 20. století) byla celý život ženou v domácnosti. Její bratři patřili ke zručným truhlářům a tesařům. Mimo jiné z jejich rukou vyrostlo mnoho srubů a dřevěných chat v tehdy vznikajících chatových osadách kolem Berounky a Sázavy. Na atmosféru, vůni prázdnin a chlapeckých volných chvil v Mokropsech René Roubíček stále vzpomínal.
Jeho o dva roky starší bratr Antonín Roubíček (1920–2004) byl po otci také muzikální (v mládí se učil hře na piano), ale z umění se věnoval jen fotografii jako hobby. Povoláním byl chemikem a pracoval jako laborant ve zdravotnictví.
Jeho strýc Jan Tříska, který s Roubíčkovými bydlel, studoval na Akademii výtvarných umění sochařství.
René Roubíček se narodil s atributy takzvaného zázračného dítěte.[zdroj?] Jak se v průběhu jeho života ukázalo oplýval kromě dokonalé vizuální paměti i absolutním hudebním sluchem. To jej předurčovalo buď ke dráze malířské nebo hudební. V útlém věku chtěl být malířem i hudebníkem.

### Začátky v hudbě
Hudbě se začal věnovat již jako chlapec. Stejně jako jeho bratr Antonín se učil hrát na piano. V průběhu let zvládl hru na klarinet, saxofon, kytaru, harmoniku, dudy a elektrické piáno, které si nejvíce oblíbil. Nejraději hrál jazzové skladby – improvizace. Říkal, že v improvizaci vidí paralelu volné práce se sklem u sklářské pece. Vyrůstal v Nuselském údolí, rodina tehdy bydlela v Sámově ulici číslo 647 (Dnes Čiklova 647/3, 128 00 Praha 2 – Nusle), což rozhodlo o jeho zařazení do reformní školy, kde se od třetí třídy chlapci učili ve společné třídě s dívkami. K pokroku výchovných metod tam přispíval i učitel Miloslav Disman, který se proslavil jako zakladatel a vedoucí dětského rozhlasového souboru. Žáci se kromě studia učili každý pátek veřejně vystupovat v aule před publikem. Později studoval na Vyšehradském reálném gymnáziu, kde prospíval bez problémů. Jeho nejoblíbenějším předmětem bylo kreslení.

### Začátky v malířství
Kreslit začal ve druhé třídě základní školy. Jeho otec mu předložil portrét v novinách s tím, aby ho zkusil nakreslit. Výsledek byl zdařilý a tak v kreslení a malování pokračoval. Jednou podle malé (formát pohlednice), nepříliš kvalitní předlohy obrazu Václava Brožíka „Slavnost u Rubense“ (1881), vytvořil za dva roky (v letech 1934 až 1936) na plátně (rozměrově mnohonásobně větší) kopii Brožíkova díla, na které bylo celkem 52 postav.

Slavnost u Rubense
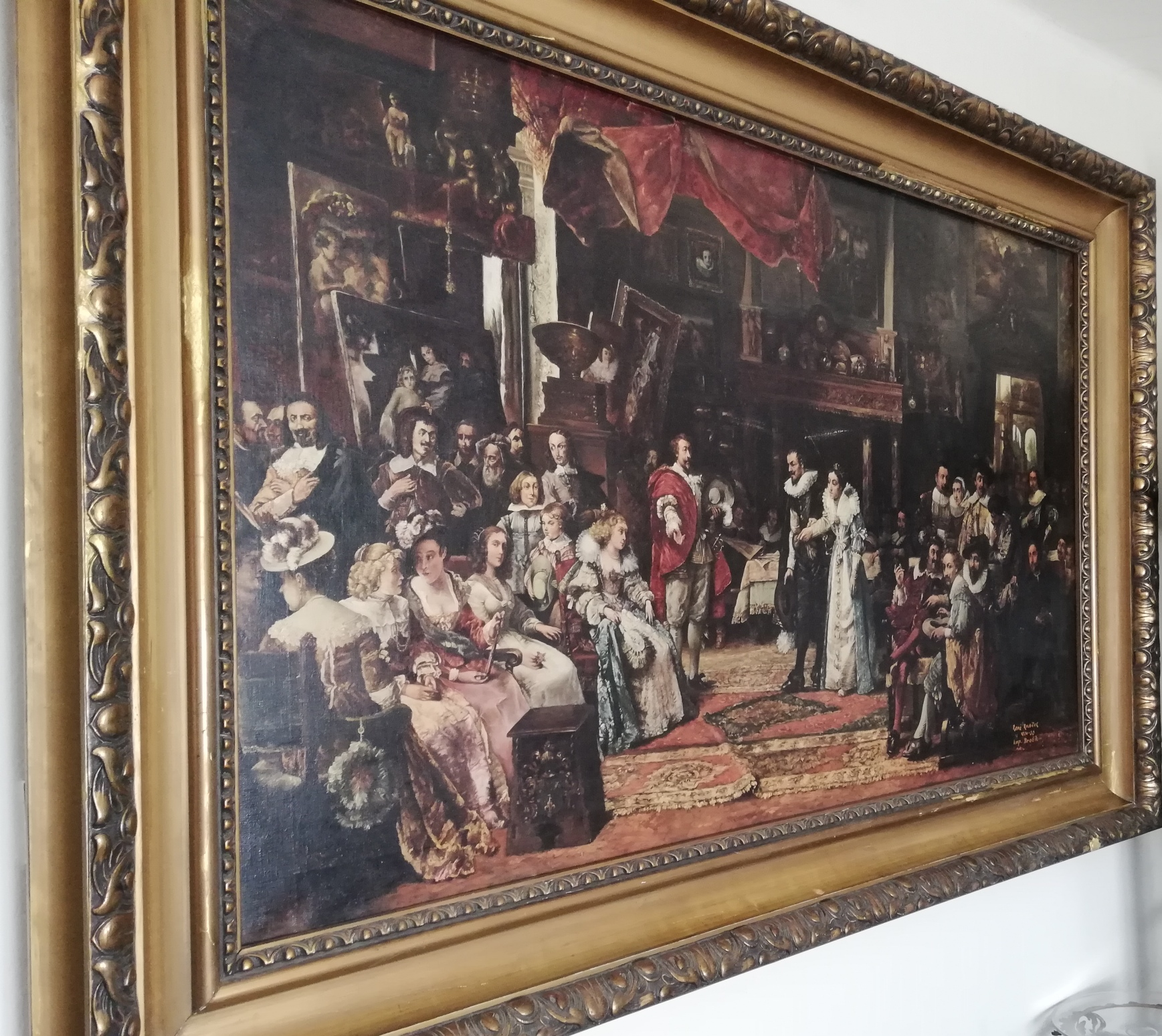
Celkový pohled na obraz
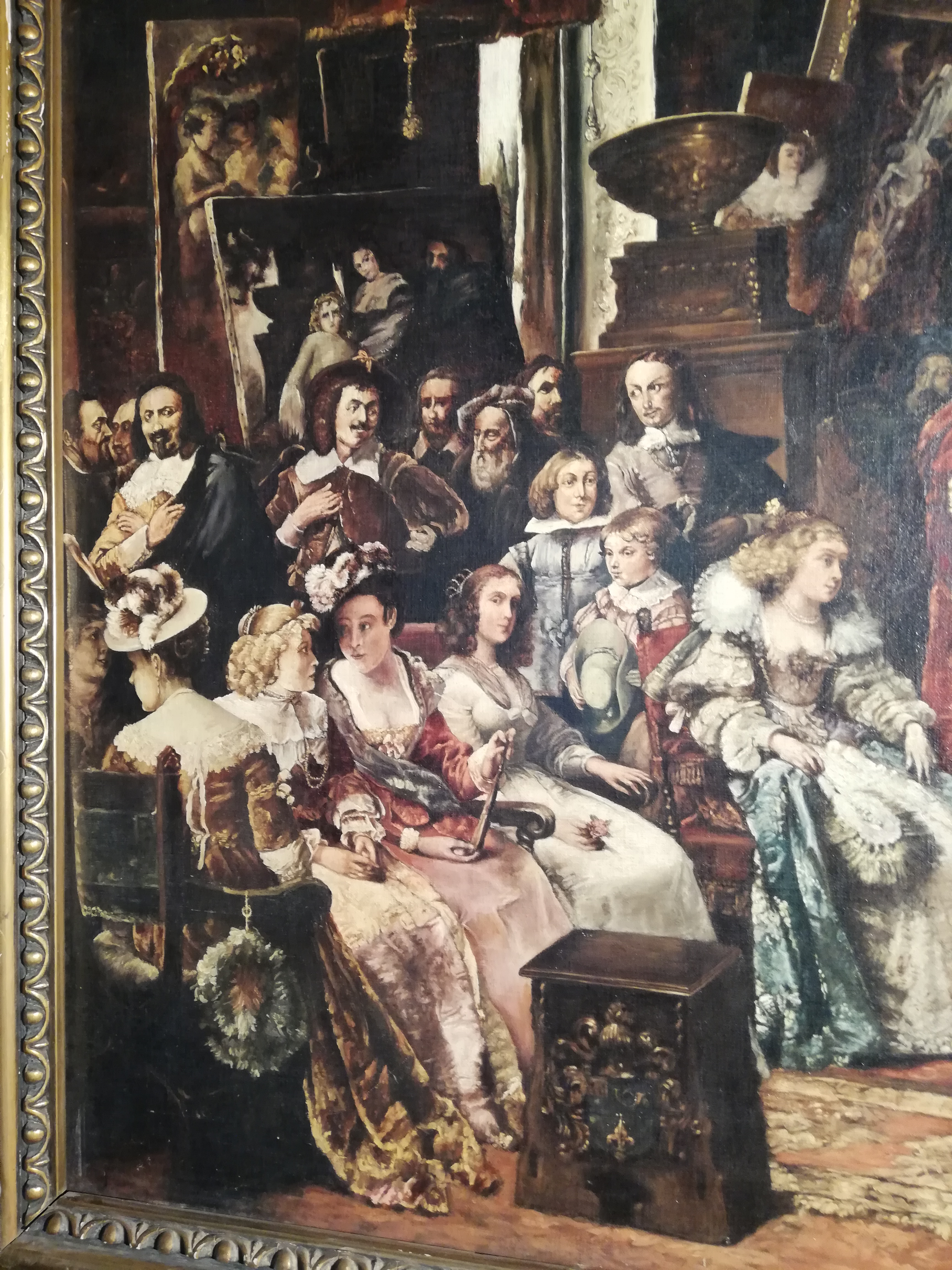
Detail levé části obrazu
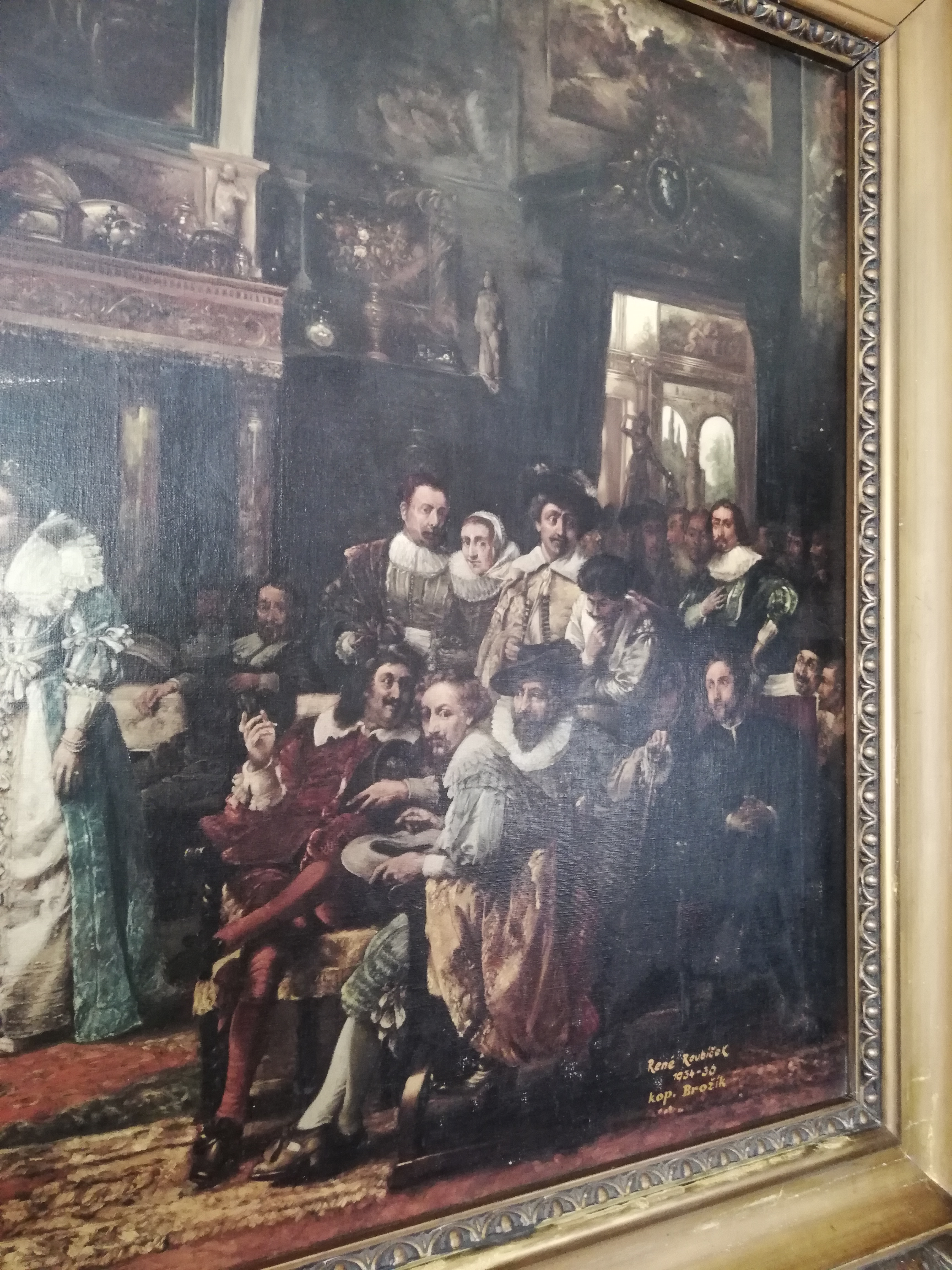
Detail pravé části obrazu

Ve svých 14 letech obraz vystavil na přehlídce amatérských malířů. Dne 2. listopadu 1937, v jeho 15 letech vyšel v ranním vydání deníku A-Zet na titulní straně o něm článek i s jeho fotografií. V článku bylo uvedeno, že již v roce 1932 vystavoval v Praze na výstavě amatérů 29 svých obrázků, několik jich zde prodal, aniž kdo tušil, že jejich autorem je teprve desetiletý chlapec. Tehdy majitel jednoho grafického podniku hodlal mladého chlapce zaměstnat na pozici grafika. Z nabídky sešlo až když se jako desetiletý setkal s majitelem grafického podniku.
Několik významných malířů-umělců,[kdo?] kteří viděli jeho obrazy, viděli jeho talent a předpovídali, že po reálné škole bude studovat na malířské akademii. Jeho talentu si všiml i tehdejší rektor akademie Max Švabinský a vyzval jeho rodiče i jeho samého, aby po skončení reálné školy studoval u něho na akademii. Jenže, když měl ke Švabinskému nastoupit, byla válka a vysoké školy (včetně akademie) byly zavřeny. To se netýkalo Uměleckoprůmyslové školy, která tehdy neměla statut vysoké školy, ten získala ho až po válce, a tak učitel kreslení na reálné škole profesor Jindřich Severa mu přinesl přihlášku na Uměleckoprůmyslovou školu a doporučil mu, aby jako studijní obory vyplnil „monumentální malba“ a „sklo“.

První celostátní výstava malířů – amatérů v Praze 1932
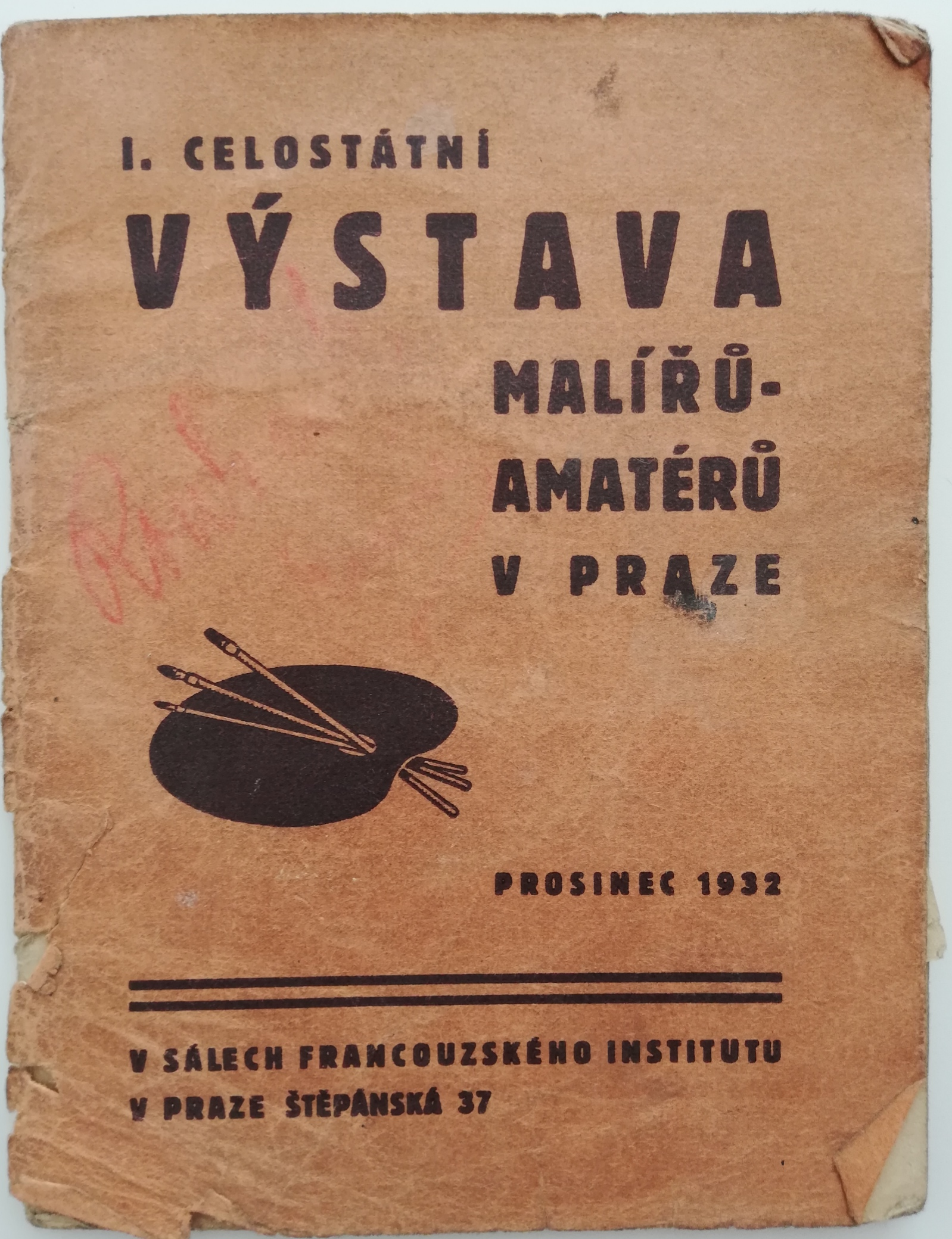
Titulní stránka katalogu
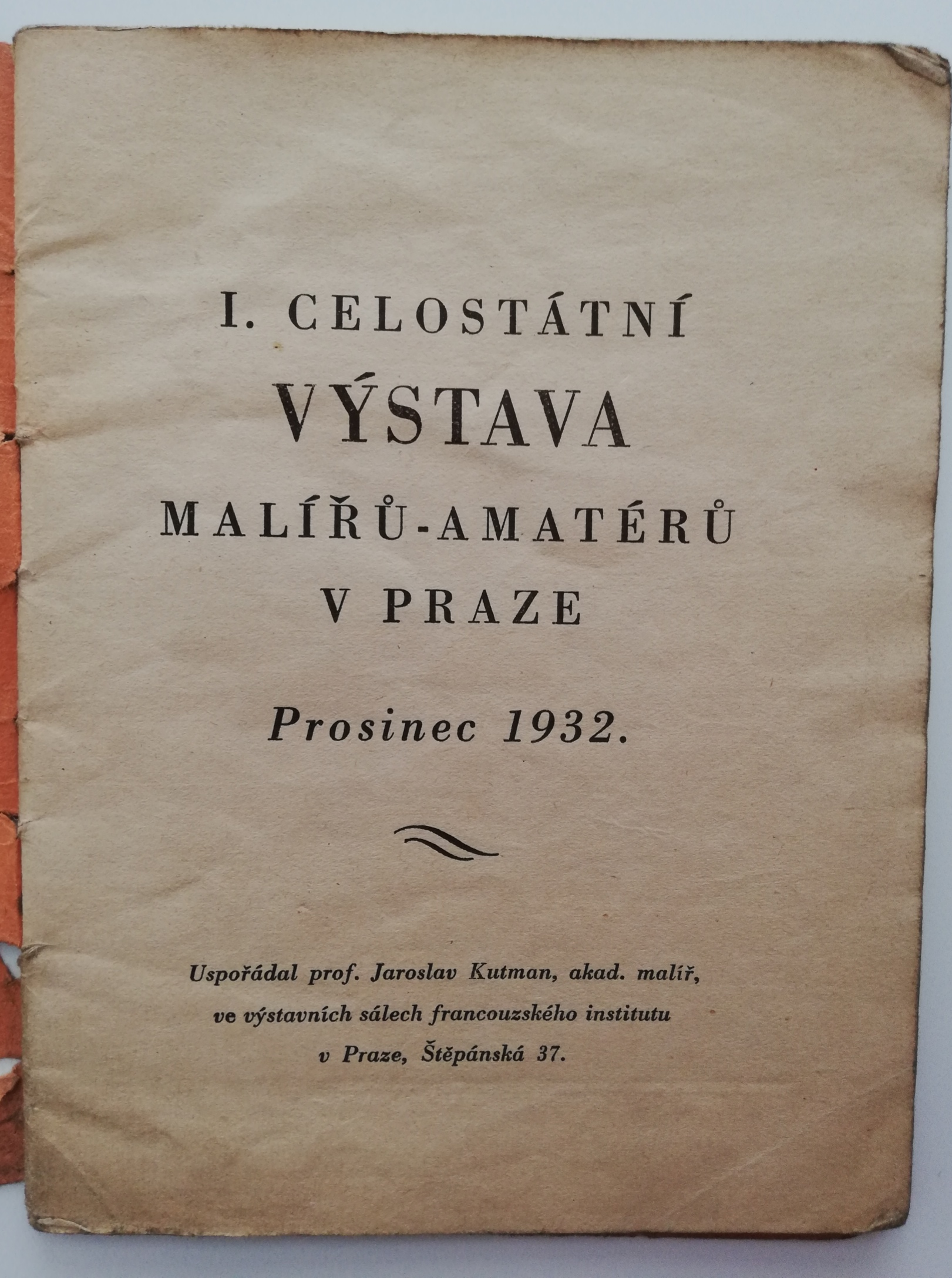
Úvodní stránka katalogu
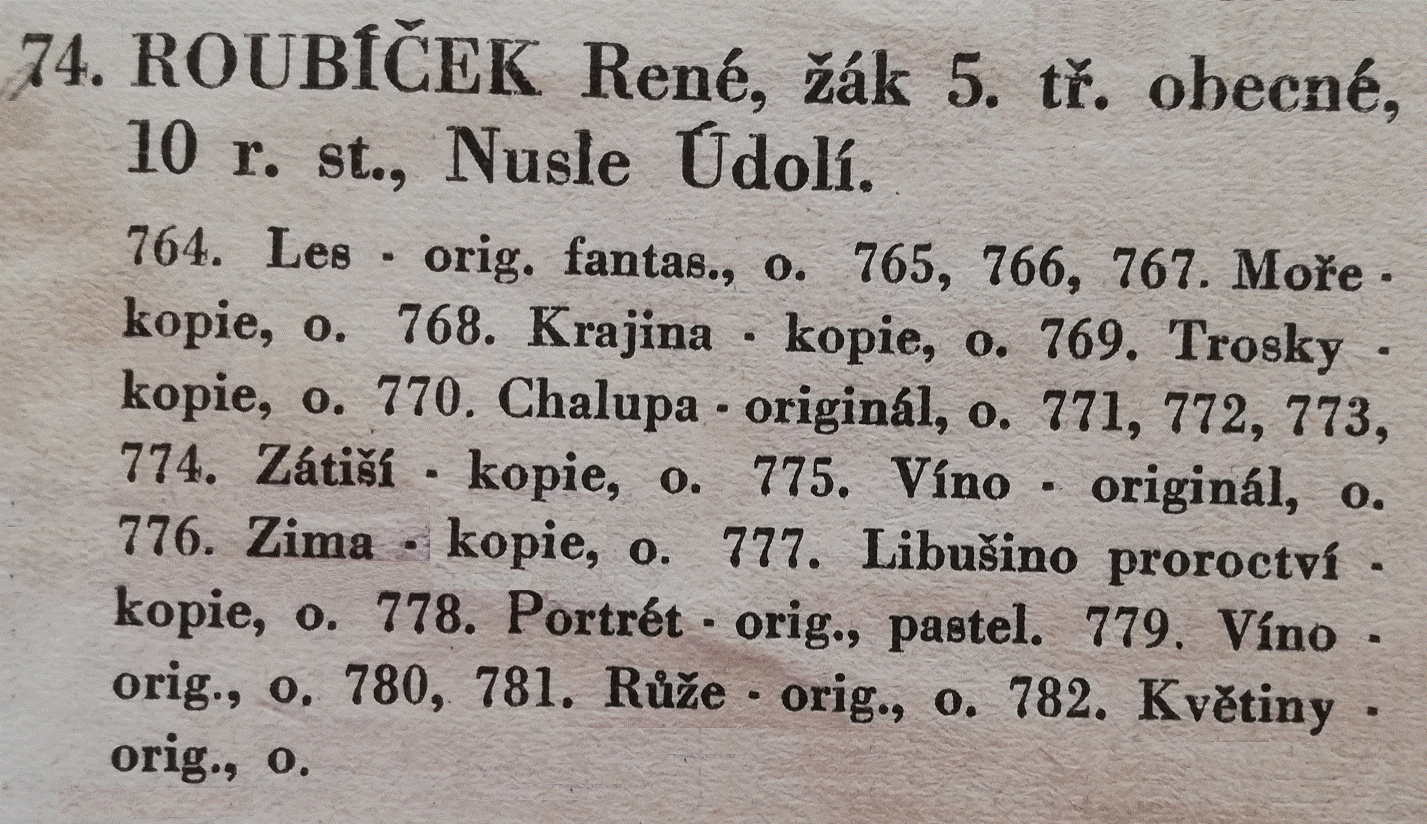
Detail stránky s výčtem vystavovaného díla R. Roubíčka

Malíř René Roubíček v dobovém tisku
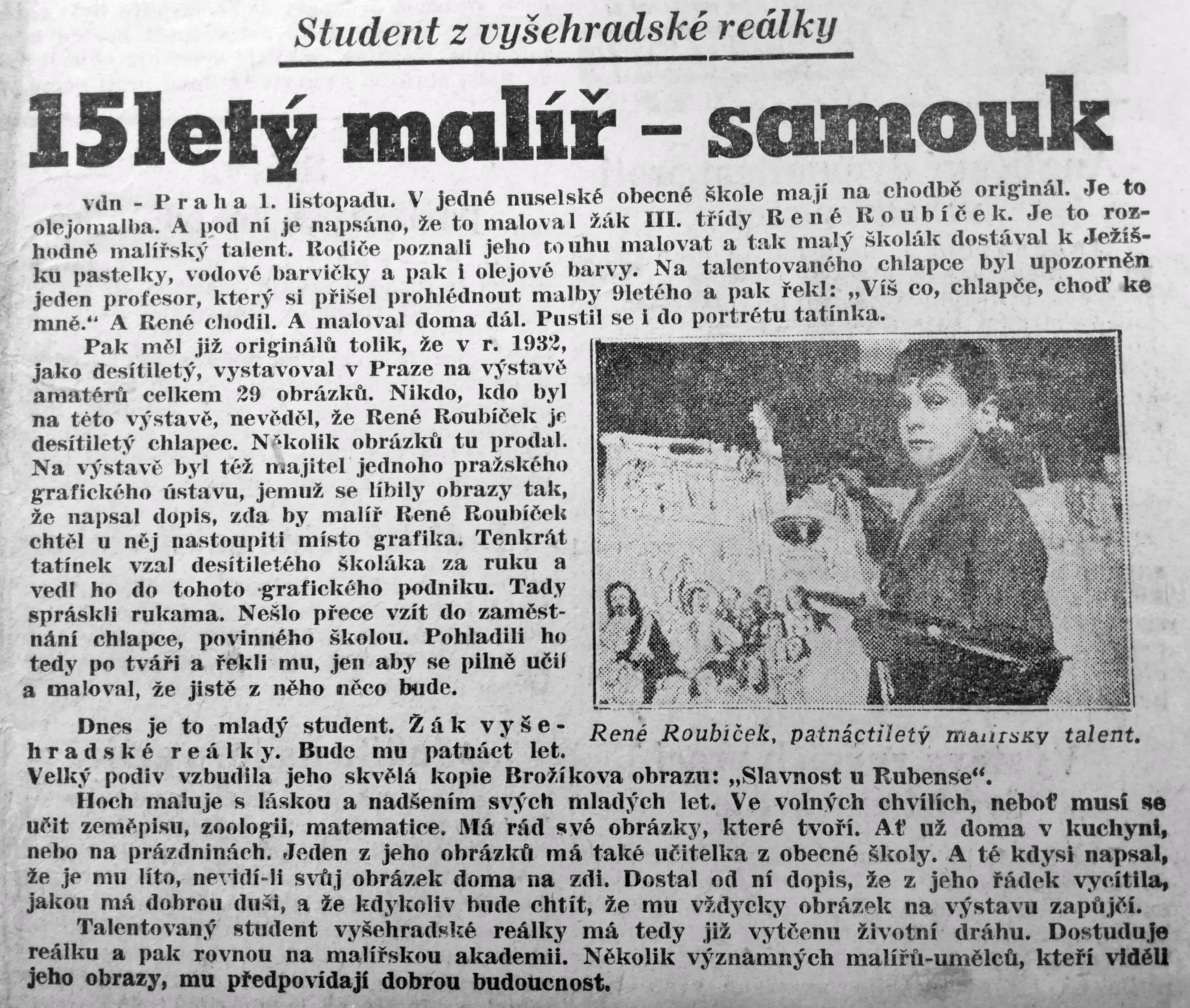
Deník A–Zet (ranní vydání)
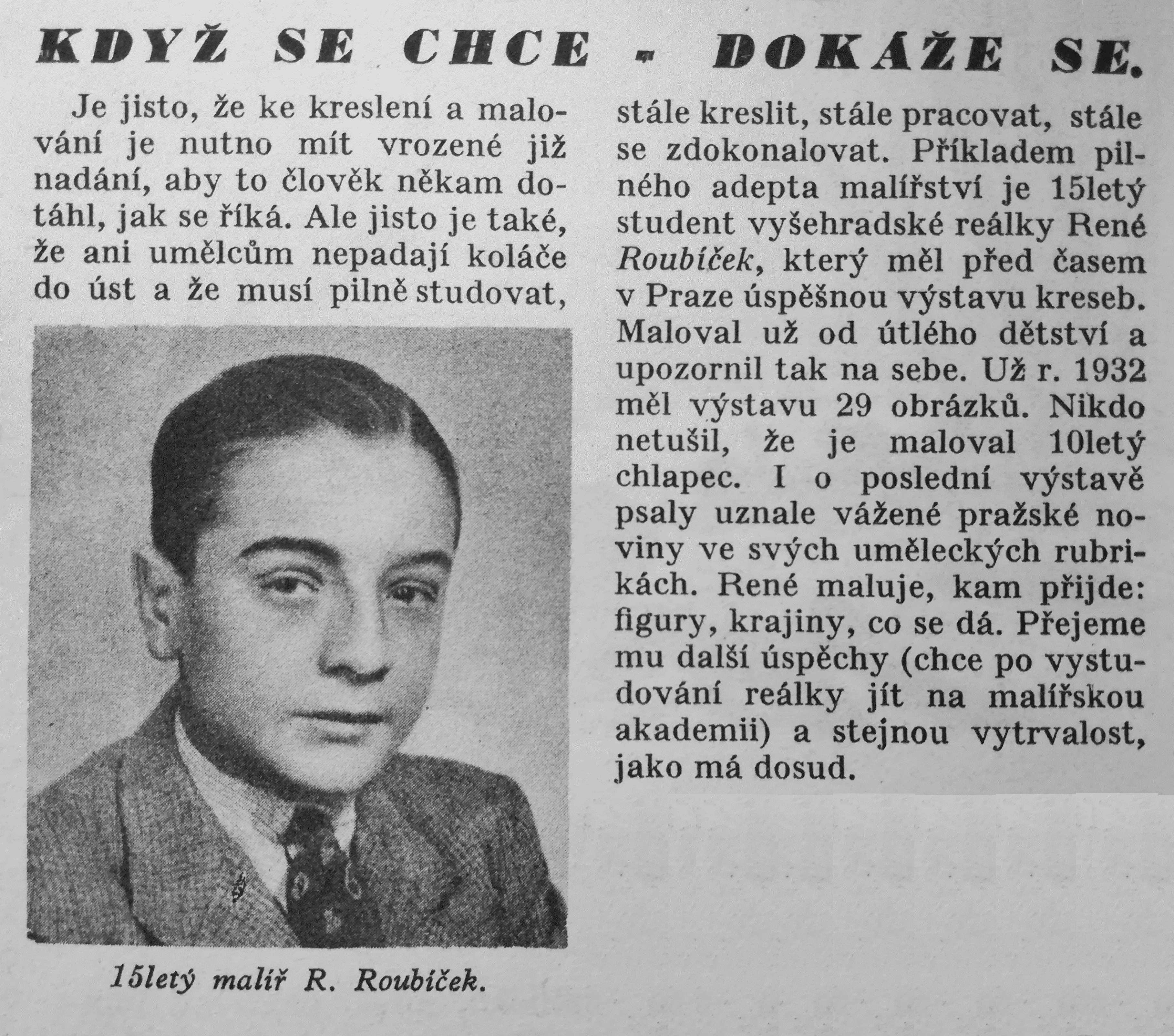
Mladý hlasatel
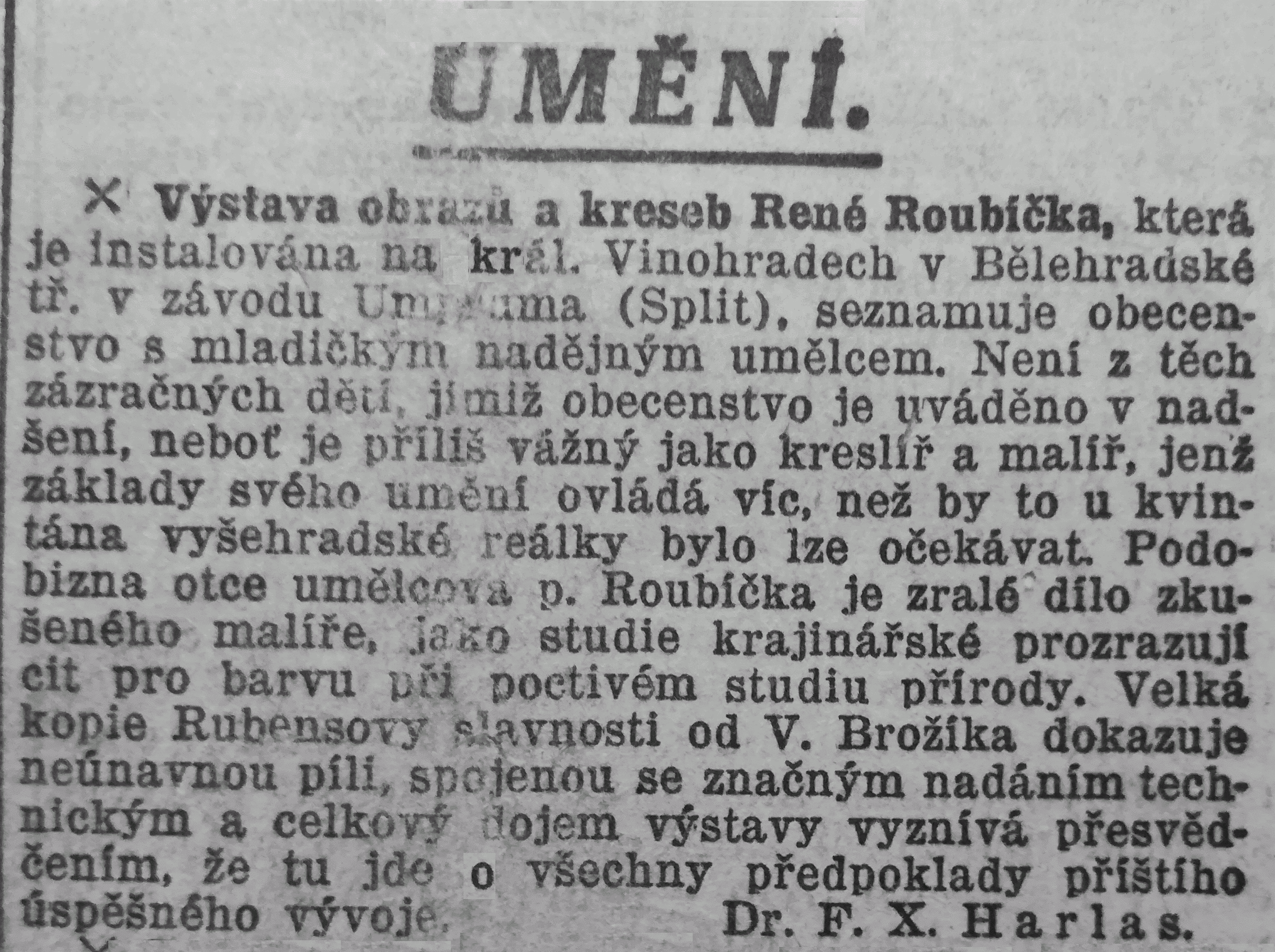
O samostatné výstavě
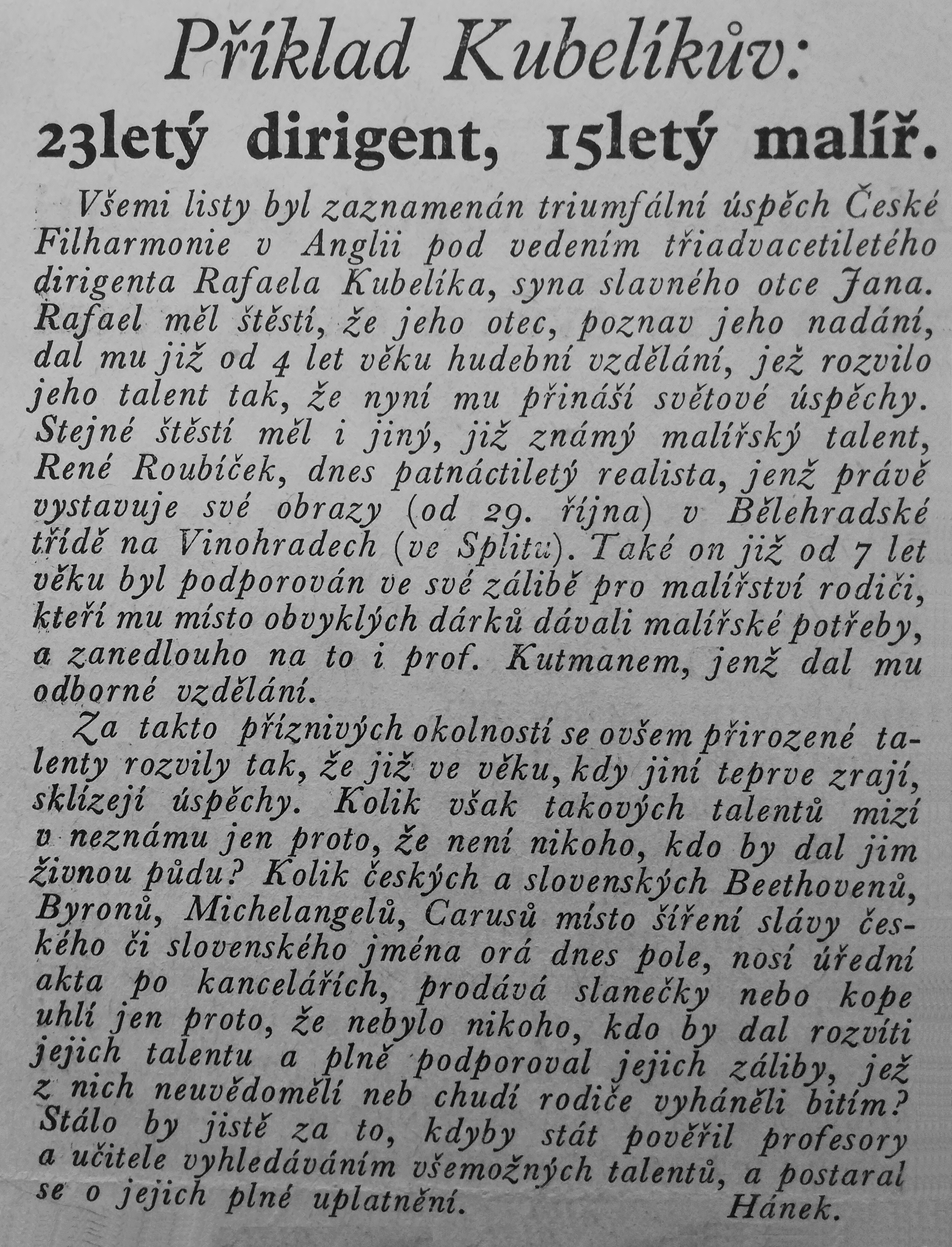
O Rafaelu Kubelíkovi a R. Roubíčkovi

### Uměleckoprůmyslová škola
Další jeho působení bylo formováno studiem na Uměleckoprůmyslové škole ve sklářském ateliéru vedeném profesorem Jaroslavem Václavem Holečkem. Jaroslav Holeček původně učil na novoborské škole v českém oddělení. To bylo po záboru Sudet zrušeno a proto Jaroslav Holeček se přesunul na Uměleckoprůmyslovou školu do Prahy. Zájem o sklo spojoval Roubíčka i s jeho spolužákem Josefem Michalem Hospodkou, pozdějším pedagogem na odborné sklářské škole v Novém Boru a ve školní sklářské huti v Chřibské. Kromě skla byli oba muzikanti a na Uměleckoprůmyslové škole založili Streichkapelleglaswerke (tzv. „smyčcovou sklářskou kapelu“), kde kromě houslí a violy byly zastoupeny i dudy a klarinet. Dva roky před ukončením studií nastoupila ke studiu Miluše Kytková. Původně chtěla studovat latinu a řečtinu na Filozofické fakultě Univerzity Karlovy ale ta byla zavřená, proto také nastoupila do Uměleckoprůmyslové školy. V roce 1948 se stala jeho manželkou.

Smyčcová sklářská kapela (1940 - 1944)
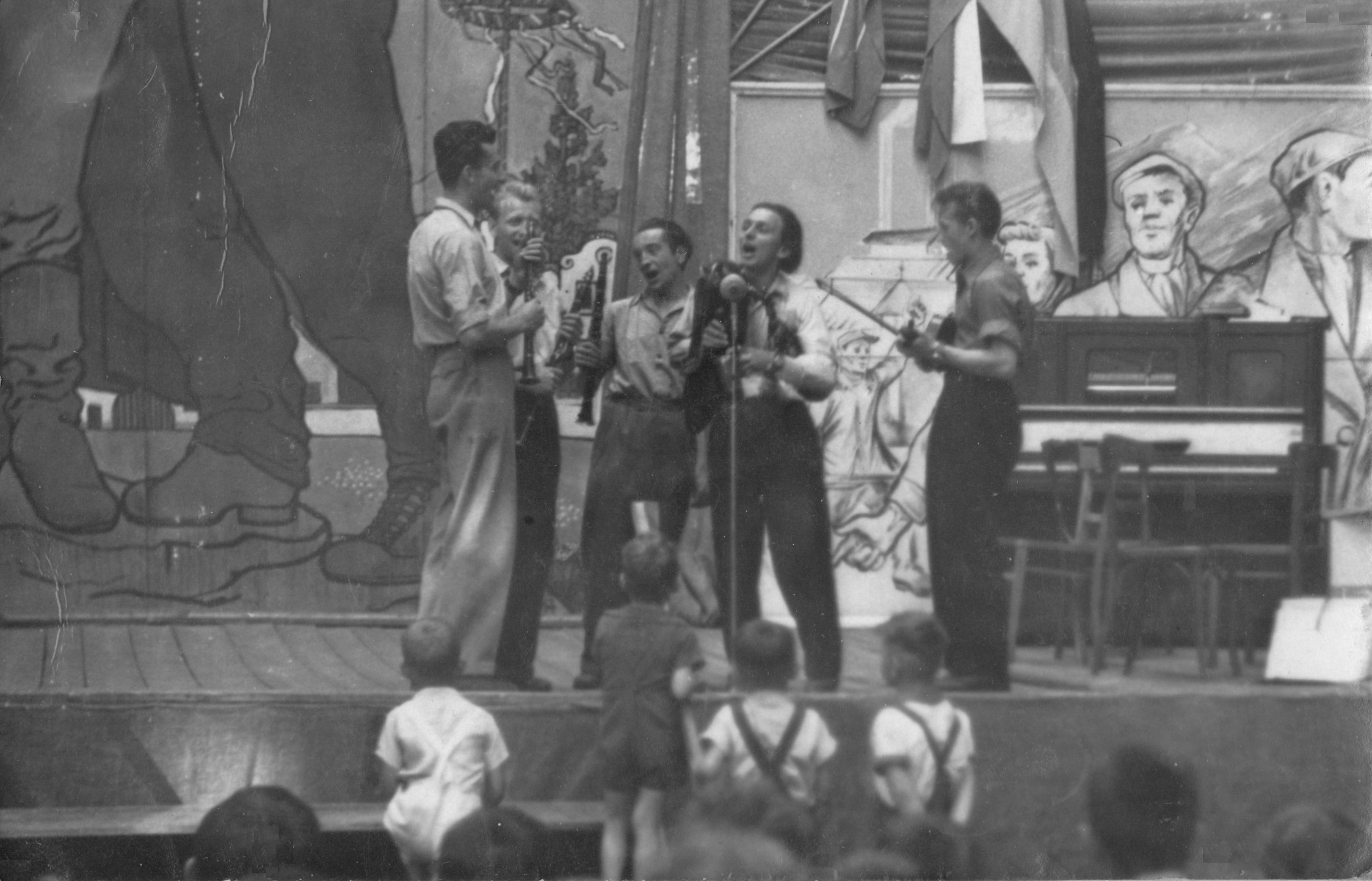
Dudácká kapela při vystoupení
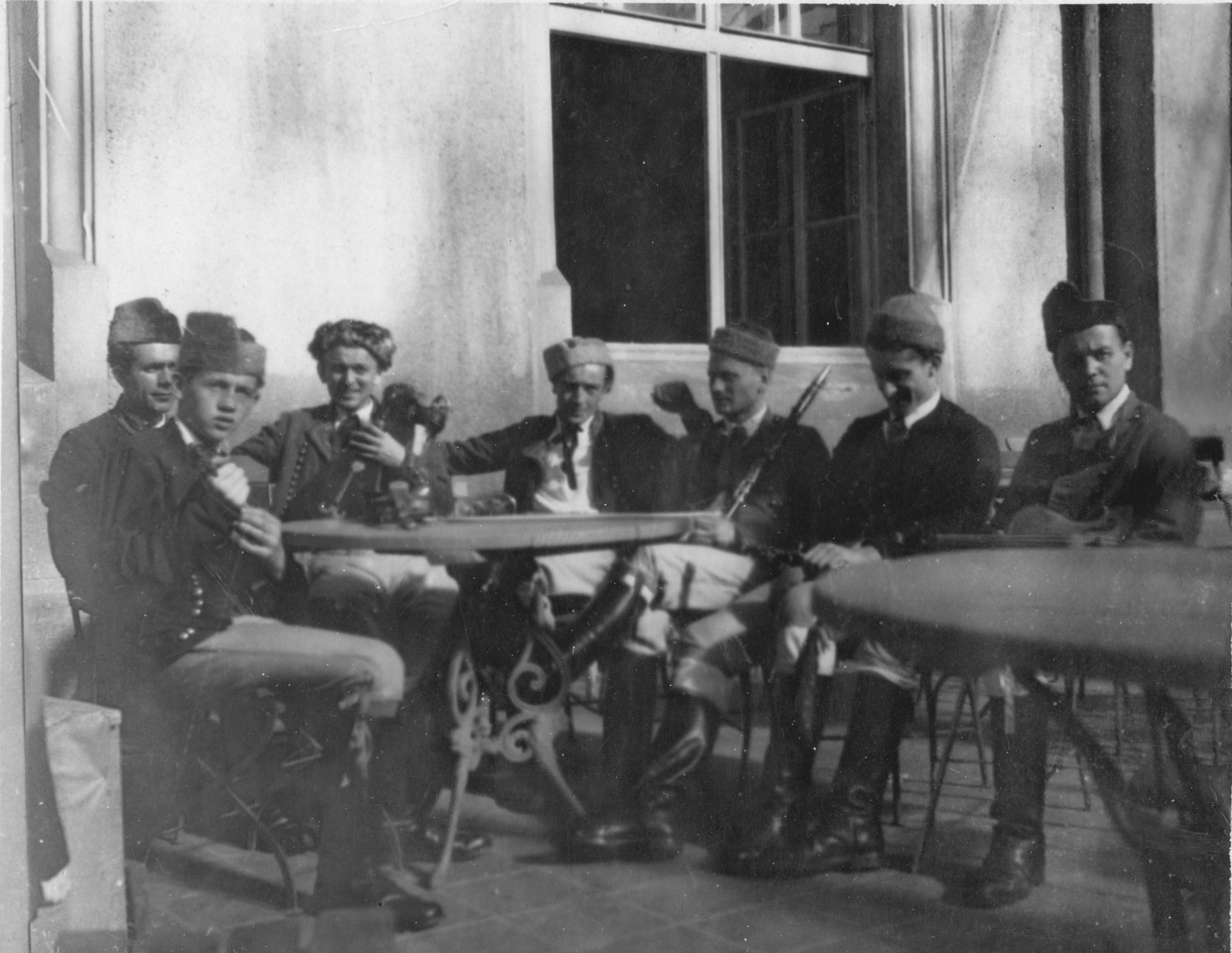
Dudácká kapela při odpočinku

### Pedagogické působení
V letech 1945–1952 byl René Roubíček vedoucím oddělení broušeného skla a pedagogem Odborné školy sklářské v Kamenickém Šenově. Svým sochařským pojetím broušeného skla výrazně ovlivnil výtvarné směřování školy i jejích absolventů. V té době také spolupracoval s ateliéry n.p. Umělecké sklo v Novém Boru. Po zrušení školy v Kamenickém Šenově byl v letech 1952–1953 výtvarníkem střediska pro sklo v architektuře ve Střední průmyslové škole sklářské v Železném Brodě. V letech 1952–1958 také externě spolupracoval s Ústředním výtvarným střediskem pro průmysl skla a jemné keramiky a později s Ústavem bytové a oděvní kultury (ÚBOK). V letech 1955–1965 byl vedoucím výtvarníkem skláren Borské sklo n.p. V letech 1966–1968 byl externím pedagogem Akademie výtvarných umění v Praze.

## Umělecký vývoj
V závěru 40. let na sebe upozornil broušeným a řezaným sklem. Od počátku 50. let se věnoval objektům z hutního skla formovaným ještě ve žhavém stavu. Jeho tvůrčí metoda je založena na improvizaci a spolupráci s mistry skláři, zejména Josefem Rozinkem, od poloviny 70. let s Petrem Novotným a nakonec s Jiřím Pačinkem v Lindavě nebo s podnikem Preciosa – Lustry v Kamenickém Šenově.
Navrhoval rozměrné objekty složené z řady prvků, abstraktní kompozice, kde spojoval kovové konstrukce s barevnými skleněnými tvary, což byly technicky náročné a často tvarově značně složité objekty. Slavné jsou jeho hutně tvarované „Sloupy“ z konce 60. let, představené na Světové výstavě 1967. Ve veřejném prostoru realizoval monumentální lustry nebo spíše světelné plastiky. Na konci 60. let začal pracovat s ohýbanými skleněnými tyčemi, které předurčily i jeho působivou dynamickou plastiku z křišťálového skla a kovu (Mrak – voda, zdroj života) prezentovanou na Světové výstavě 1970. Známý je jeho cyklus zjednodušených skleněných hlav a polopostav (Hlavy a figury) i období tvorby, kdy se inspiroval hudebními nástroji. Lehký erotický podtext prezentoval v cyklu „Dámské doplňky“. Spolupracoval i s architekty při realizaci skleněných fasád, svítidel a skleněných stropů.

### Začátky
Jeho rané dílo zahrnovalo návrhy široké palety průmyslově vyráběných nádob pro domácnost a také některé neobvyklé experimentální postupy studených technik opracování skla, rytí a broušení. Během svého profesorského působení na Střední odborné škole sklářské v Kamenickém Šenově (1945–1952) vytvořil cyklus broušených a rytých váz, barokních abstrakcí, ale i náročnou figurální kompozici, plastiku Antonín Dvořák, což je reliéfně broušená váza vytvořená v roce 1946, která je ve sbírkách Uměleckoprůmyslového muzea v Praze, další broušené vázy byly jeho prvními plastikami. Některé kusy ponechal hrubé, s jasně patrnou texturou brusného kotouče, jiné vyleštil do vysokého třpytu a průhlednosti. Obdobných továrních postupů rytí a broušení skla použila v letech 1957 až 1958 i jeho manželka Miluše Roubíčková, kdy vytvořila sérii několika talířů a hluboce broušených mis z olovnatého křišťálu s asymetrickou kompozicí velkých čirých čočkovitých brusů.

### Expo 1958
Pro československou expozici skla na Světové výstavě 1958 v Bruselu předvedl rozměrnou abstraktní plastiku z barevných ručně tvarovaných bloků z litého skla. Plastika nesla název „Sklo – hmota – tvar – výraz“. Tím překročil hranici mezi užitným a volným uměním. Plastika byla integrální součástí expozice a rozměrnější varianta této instalace byla prezentována o rok později, v roce 1959 v Praze pod sebevědomým názvem, „Sklo – umění dneška“. Za tento bruselský exponát obdržel Velkou cenu (Grand Prix). Toto prestižní mezinárodní uznání předznamenalo cestu k novému pojetí skla jako tvárné, plastické hmoty aplikované nejen užitkově, ale jako svébytný estetický a sochařský materiál.
V letech 1959 až 1960 vytvořil ve sklárnách v Novém Boru cyklus skleněných objektů nazvaných „Dekorativní plastiky“.

### Světová výstava 1967

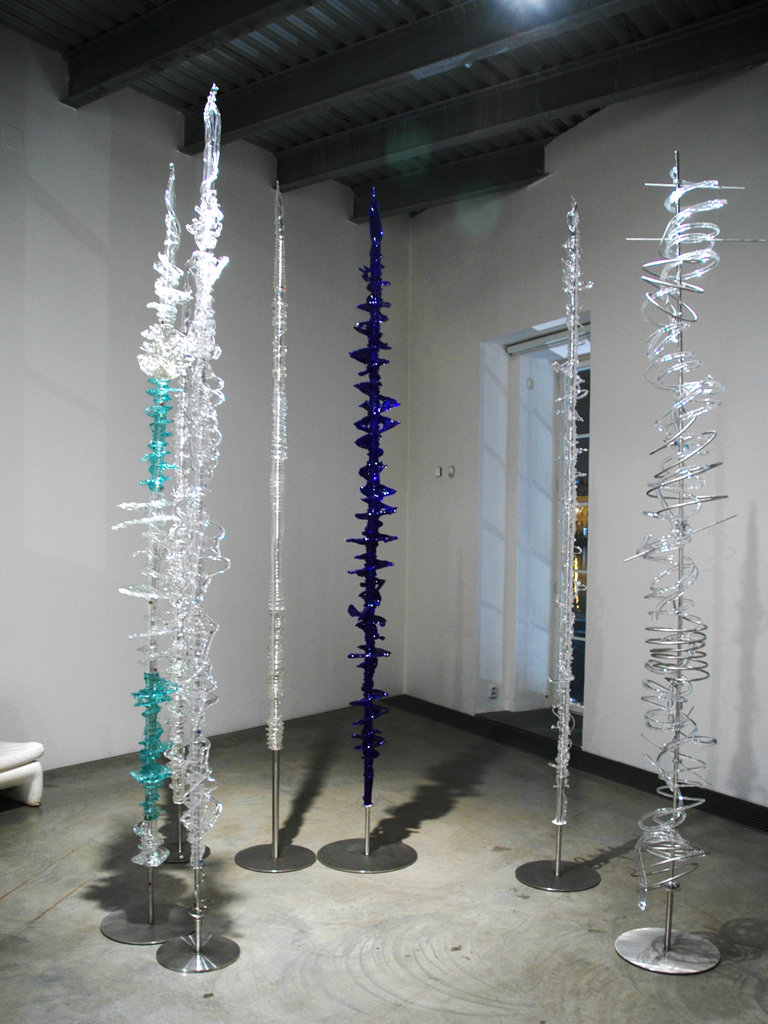
Montreálské sloupy

Pro Bienale v São Paulu v roce 1966 vytvořil sérii rozměrných vertikálních skleněných plastik, sloupů vytvářených nejprve foukáním, později pak přímo ze žhavého tekoucího čirého skla. Tyto skleněné sloupy vzbudily ohlas mezi uměleckou veřejností a proto jim bylo vyhrazeno čestné místo ve sklářské expozici na Světové výstavě 1967 v Montréalu. Hledáním vlastní formy materiálu dospělo tehdejší Roubíčkovo dílo k informelu. Část skleněných sloupů umístěných uvnitř pavilonu byla harmonicky doplněna i skleněnou fontánou instalovanou v exteriéru.

### Světová výstava 1970
Hlavním motivem československé expozice na Světové výstavě 1970 v Ósace bylo téma „Osud malých národů“. Jeho úvodní rozměrná skleněná plastika představovala „Mrak“ jako zdroj vody, základu všeho života. Druhou rozměrnou skleněnou plastiku z taveného skla s názvem „Řeka“ (jako ilustraci osudů malých zemí) ztvárnila sklářská dvojice Stanislav Libenský a Jaroslava Brychtová. Po skončení výstavy zůstala skleněná plastika „Mrak“ umístěna v neznámém rekreačním středisku v Japonsku. Plastika „Řeka“ byla rozprodána po částech do různých částí světa. V roce 1973 k 500. výročí narození Mikuláše Koperníka, v rámci oslav UNESCA vytvořil rozměrnou plastiku „Pocta Mikuláši Koperníkovi“, která byla technologicky a tvarově připomínala ósacký „Mrak“. Tato plastika je v majetku Uměleckoprůmyslového muzea v Praze.

### Hlavy a figury
Začátkem 80. let vytvořil cyklus dlouhých, asketických abstraktních tvarů. Technologicky se jedná o foukání skla do forem, ale vznikající tvary jsou různé i při použití stejných forem. Tak jako jsou různé lidské charaktery. U figur, tvořených obdobně pak vzniká navíc i dojem jiného pohybu. Známé jsou skleněné „autoportréty“ (hlava nazvaná „Paní Roubíčková“, hlava nazvaná „Pan Roubíček“).

### Dámské součástky
V první polovině 80. let se věnoval zpracování poměrně velkých objektů z barevného skla souborně označovaných jako „Dámské součástky“. Jednalo se např. o fontánu tvořenou dlouhými pěstěnými dámskými prsty (jezírko zámku Nennig v Německu), objekty znázorňující zahalená dámská pozadí, ňadra (nebo jejich náznaky), štíhlé nohy, rty, oční bulvy (v nadživotních proporcích) nebo velké stylizované bezvlasé dámské hlavy s akcentovanými plnými rty a výraznýma očima. Všechny tyto objekty mají společného jmenovatele, lehký erotický podtext.

### Klarinety
Ve druhé polovině 80. let (na sklářských virtuózních přehlídkách) se nechal inspirovat dechovými hudebními nástroji a vytvořil sérii skleněných klarinetů. Sám jako nadaný jazzový hudebník spatřoval v klarinetech podobnost se sklářskými píšťalami, do obojího se fouká a v rovině improvizace spatřoval podobnost v balancování žhavého skla na konci sklářské píšťaly a fantazii zvuků z klarinetu.

### Antické sloupy
V roce 1990 představil skupinu dekorativních řeckých sloupů se společným názvem, Don't Worry, be Happy – Vracíme se do Evropy na výstavě „New Glass in Europe, 50 Artists – 50 Concepts“ v Kunstmuseum v Düsseldorfu. Nejdelší sloup byl asi 2 metry vysoký. Všechny sloupy byly sestaveny z mléčných bílých trubek a barevného skla se skvrnkami, tečkami a vlákny vetvarovanými do jejich povrchu (technika obalování skla barevnými střepy). Ideově měly „Sloupy“ představovat svobodný návrat ke kořenům antické kultury po sametové revoluci v Československu v roce 1989.

Don't Worry, be Happy - Vracíme se do Evropy
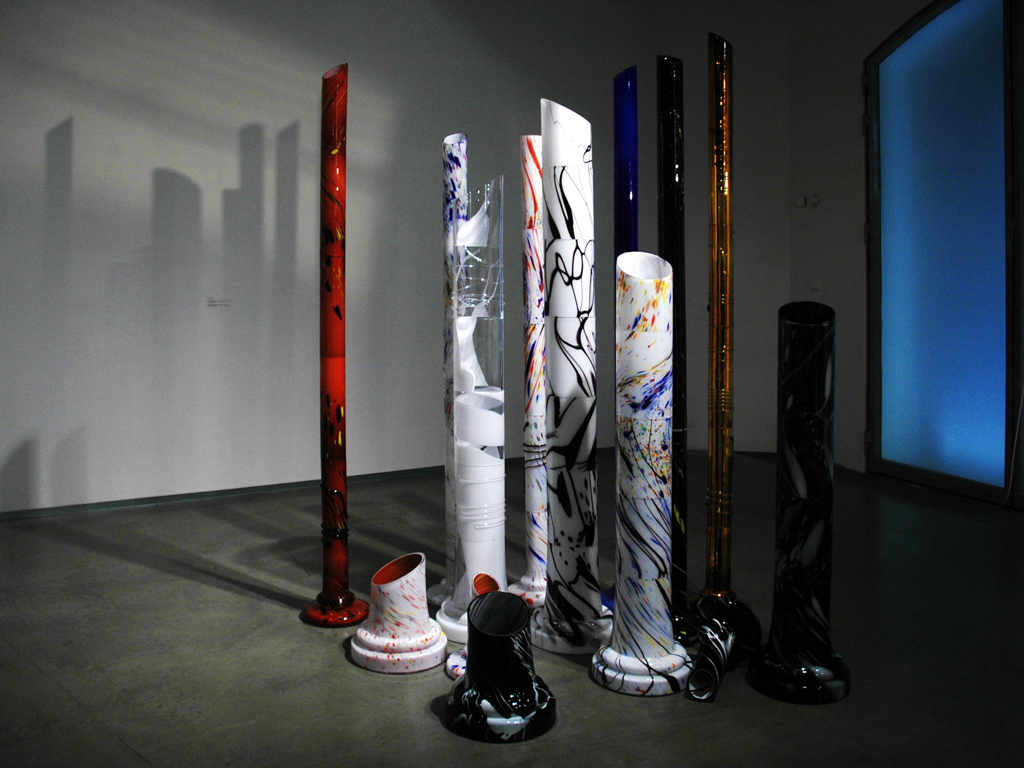
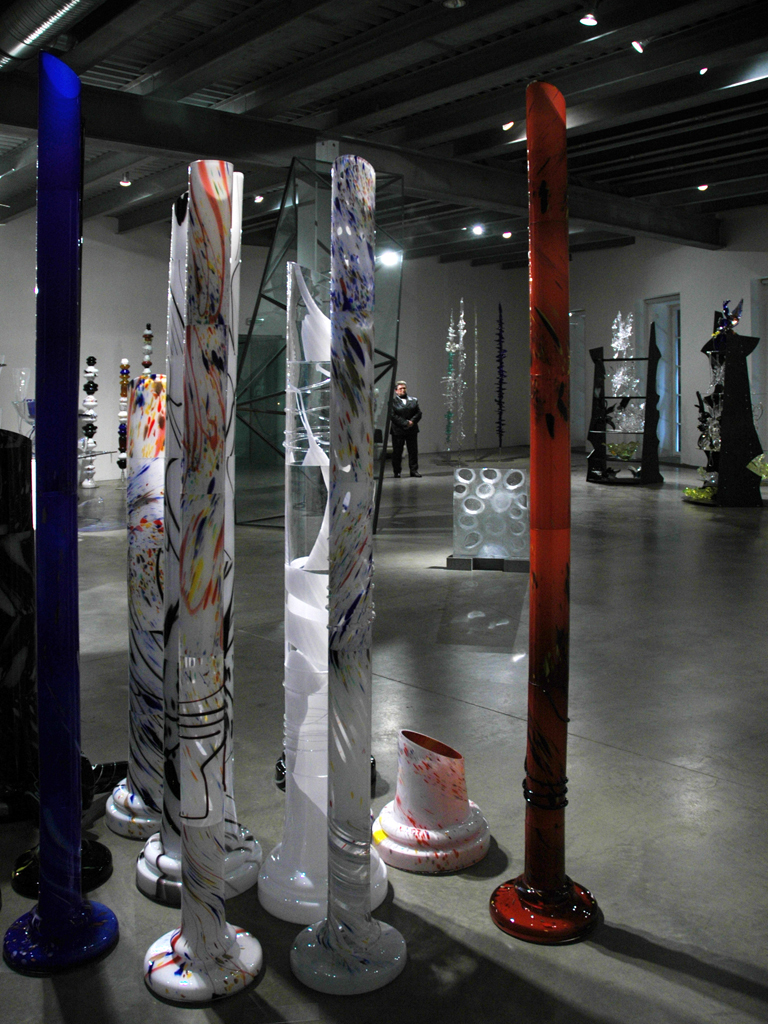
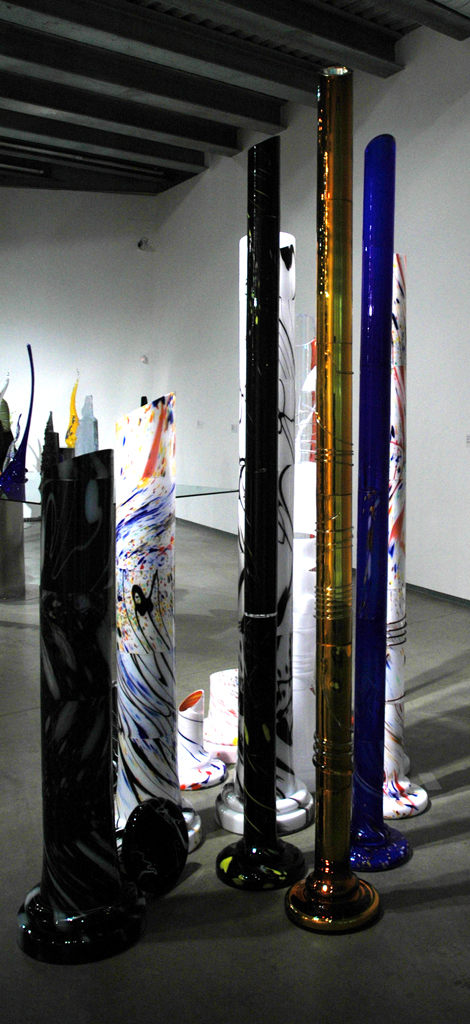
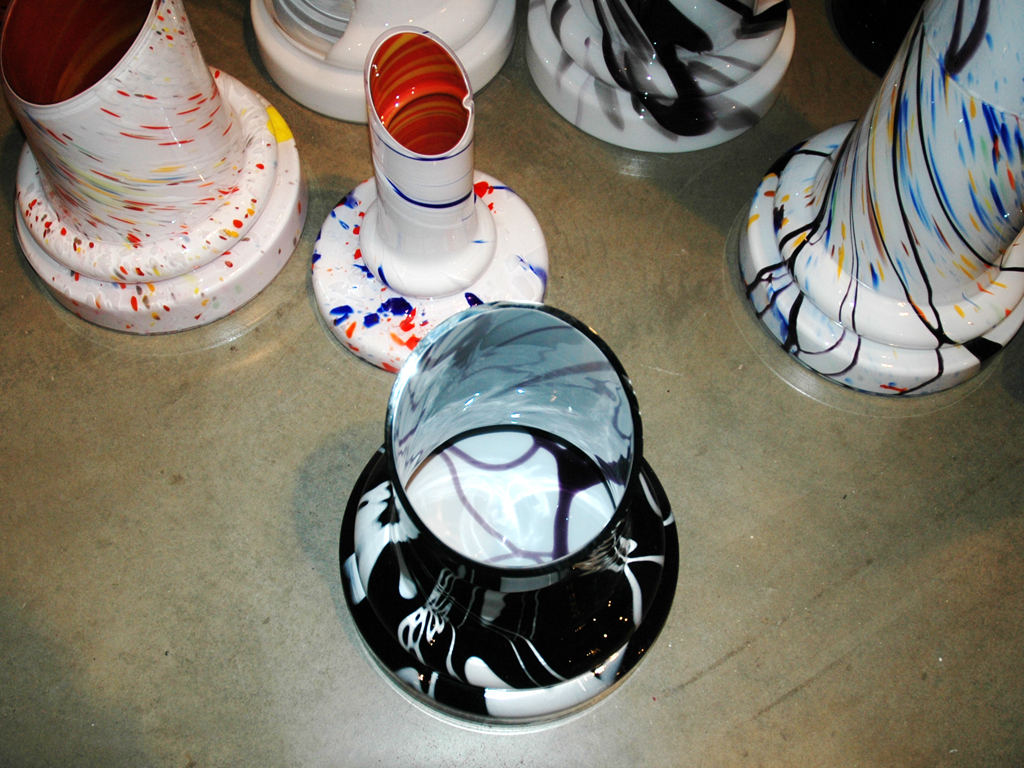
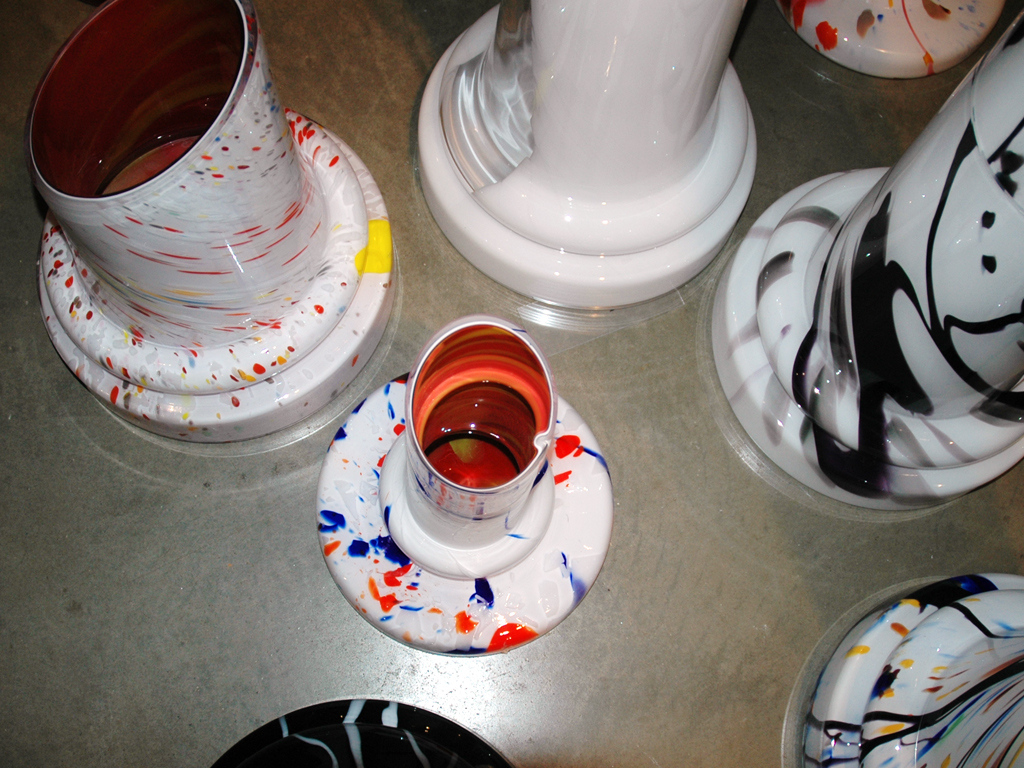

### Nefigurativní figury
Téma tance a tanečního veselí jej inspirovalo ke tvorbě velmi náznakových „nefigurativních figur“. Jednalo se o objekty sestavené z různě tvarovaných, často ostře barevných elementů, spojených skleněnou sponou.

### Ploché sklo
Práce v plochém skle a inspirace rozměrnými skleněnými tabulemi byl nový prvek. V jeho exteriérové tvorbě se materializoval za spolupráce s architekty, především ve formě skleněných fasád, různých osvětlovadel a světelných stropů. Jednolitou skleněnou plochu osadil upevněnými elementy. Ty měly buď podobu broušených trojhranných prvků, kdy vytvářely světelnou a barevnou kompozici, lámaly světlo do duhových spekter nebo byly jen průsvitné, vytvořené z hutně tvarovaného skla. V interiérech sestavil světelné objekty z volně řazených skleněných tabulí. Jejich čelní hrany nepravidelně vylamoval do zubů. Tak vznikly světelné struktury ostře kontrastující s plochou uniformitou seřazených skleněných tabulí. Známá je rozměrná skleněná plastika "Pyramida" vystavená v roce 1996 na Aperto Vetro v Benátkách.
Příkladem jeho tvorby se skleněnými tabulemi jsou lepené tabule z cyklu „Obrazárna“ (1995–1997). Některé tabule měly svoje unikátní jména (např. „Dav je krásný“, „Barevný jazz“, „Benetton“ apod.)

Díla z cyklu Tavenice (1995-1997) a z cyklu Obrazárna (1995–1997)
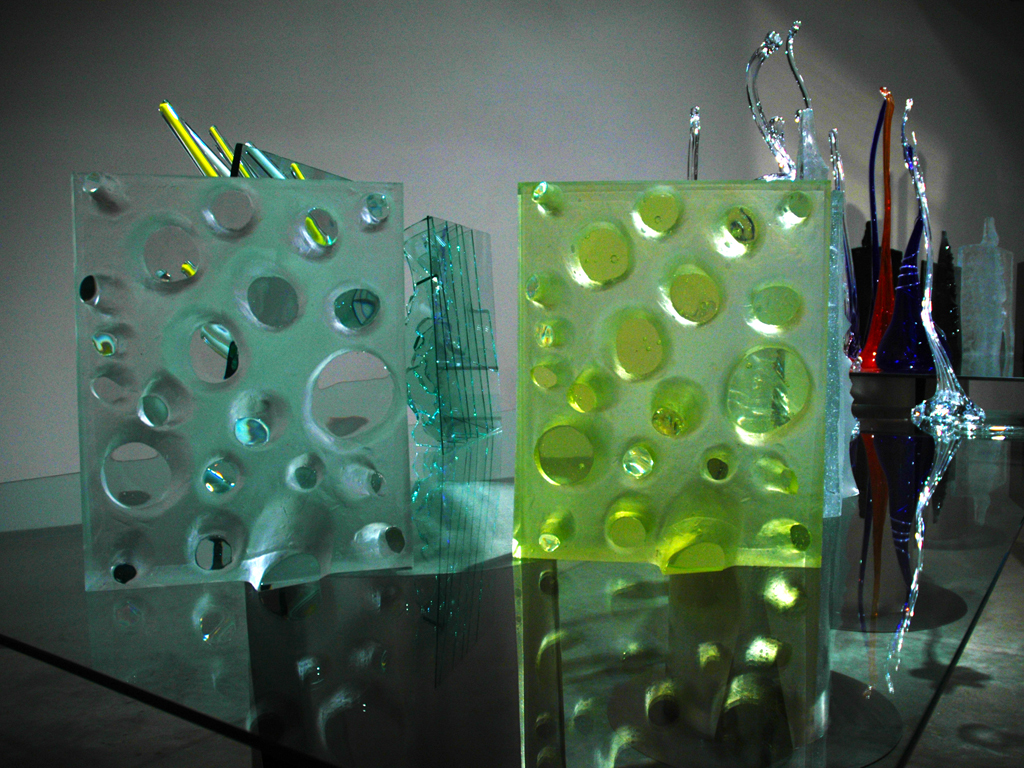
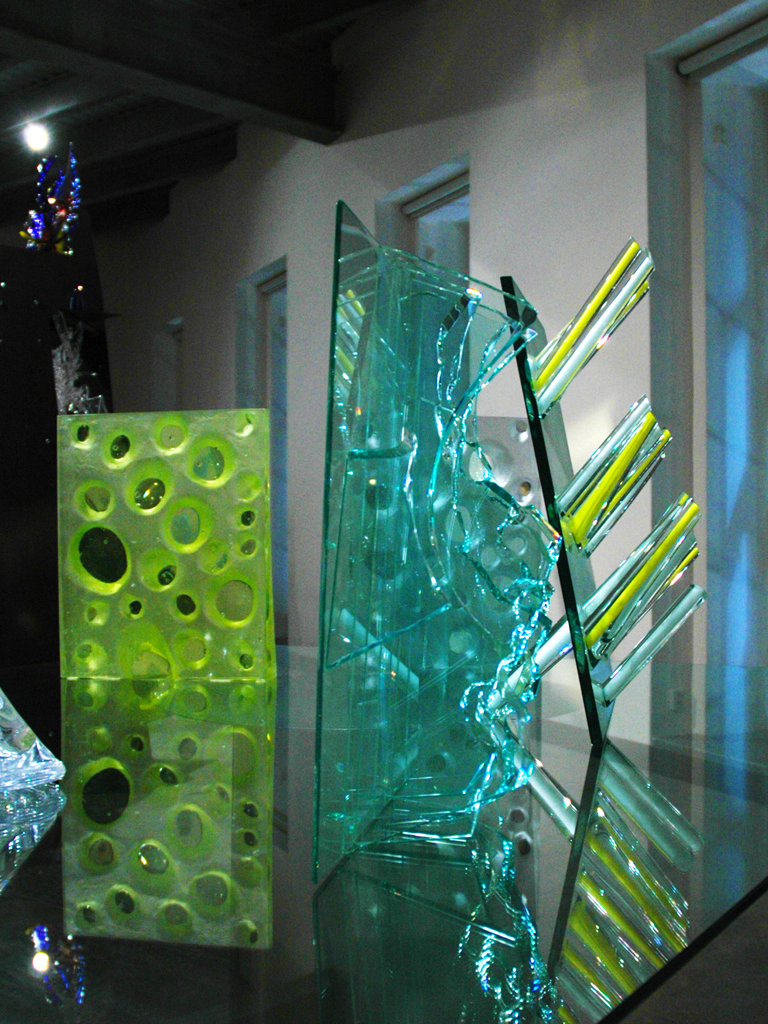

### Tvorba po roce 2000
Jeho tvorba po roce 2000 byla technologicky velice pestrá. Její dominantní motivy přiblížila především výstava Sklo a proč ne I ? v museu na Kampě. konaná ke konci roku 2012.
- Kromě některých objektů staršího data (např. Montreálské sloupy z let 1966, 1967) se zde objevily i následné variace na „sloupovou“ tematiku, tedy objekty mnohdy zpracované jinými technologiemi (např. sloupy tvořené pomocí skleněných a kovových spirál, rok vzniku 2010). Zajímavým exkurzem do tematiky „sloupů“ byly i tzv. „Kopnové sloupy“ (rok vzniku 2002).[p 5]
- Jinou skupinu skleněných objektů představují objekty vytvářené technologií taveného skla do forem (roky vzniku 2008 až 2010). Na rozdíl od technologicky příbuzného předešlého cyklu „Tavenice“ z let 1995 až 1997 nejsou tak zářivě barevné, spíše temnějších barev (Paseka, Kravata, Vlny) nebo zcela transparentní.

Ukázky z děl (2002–2010)
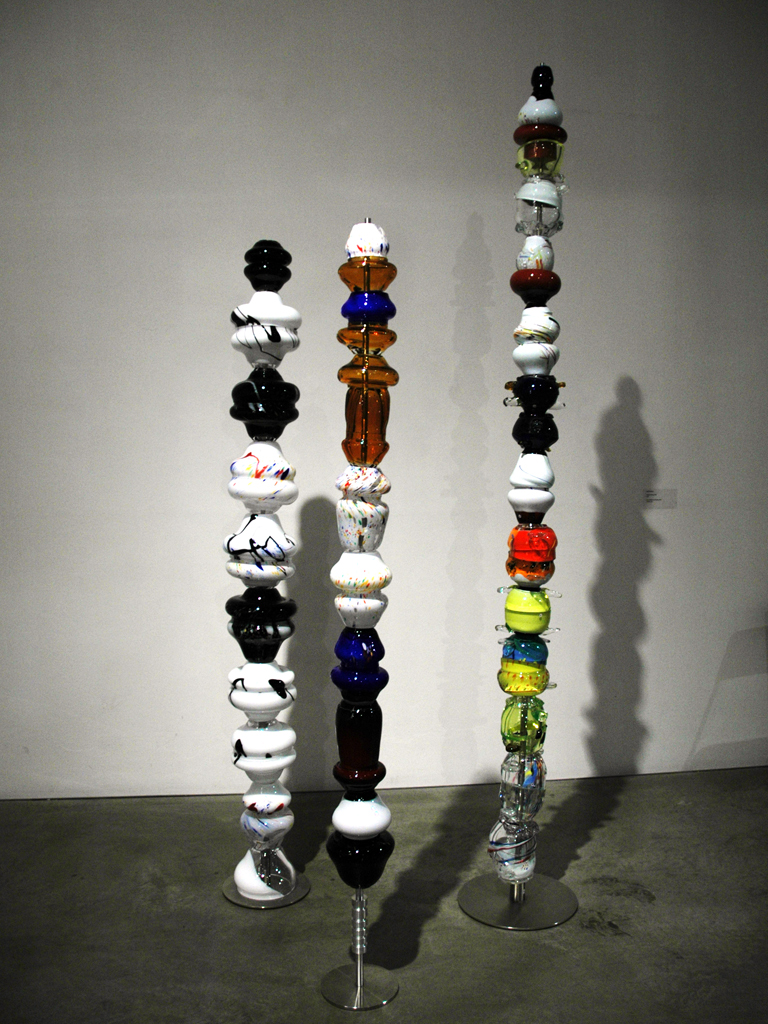
Kopnové sloupy
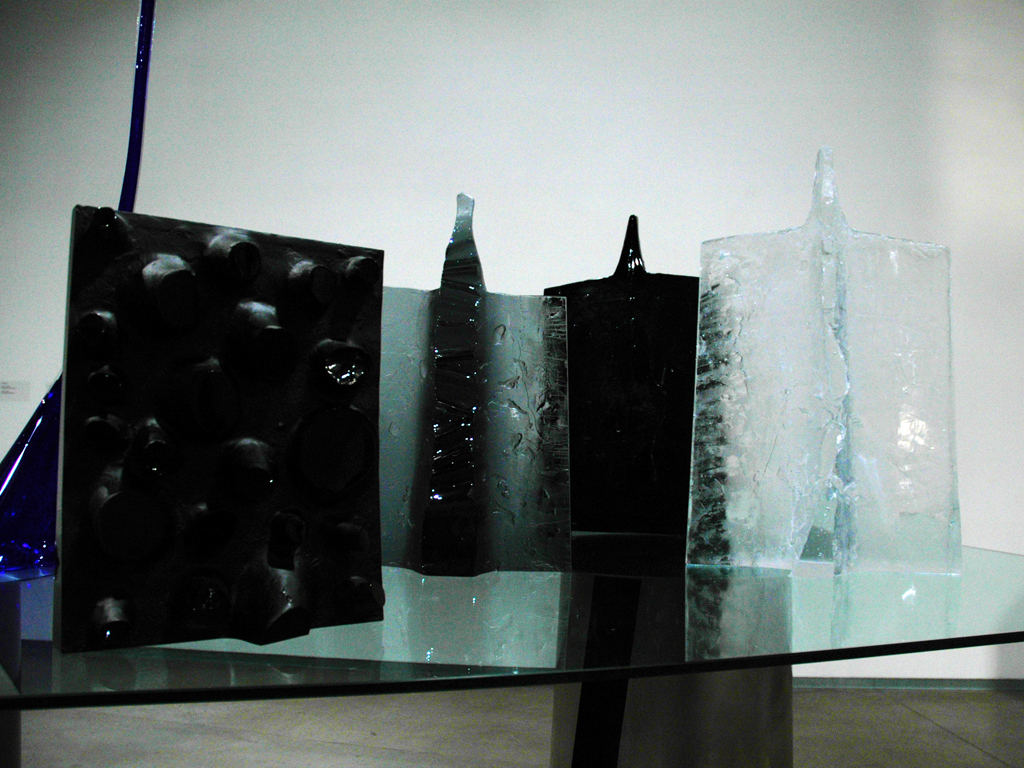
Objekty tavené do forem

- Neobvyklým jeho projektem byl cyklus objektů „Kovárna andělů“ (rok 2009). Jednalo se o společnou instalaci nápadně barevných menších skleněných objektů ve společné kovové designové skříni.

Kovárna andělů (2009)
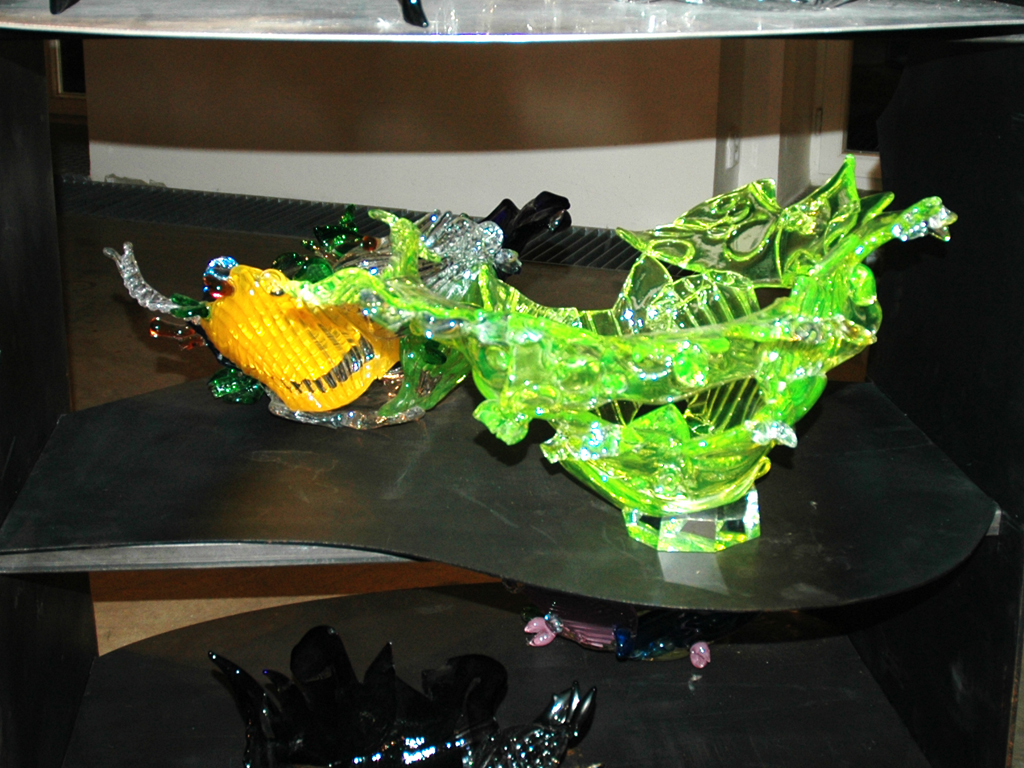
Mísy I
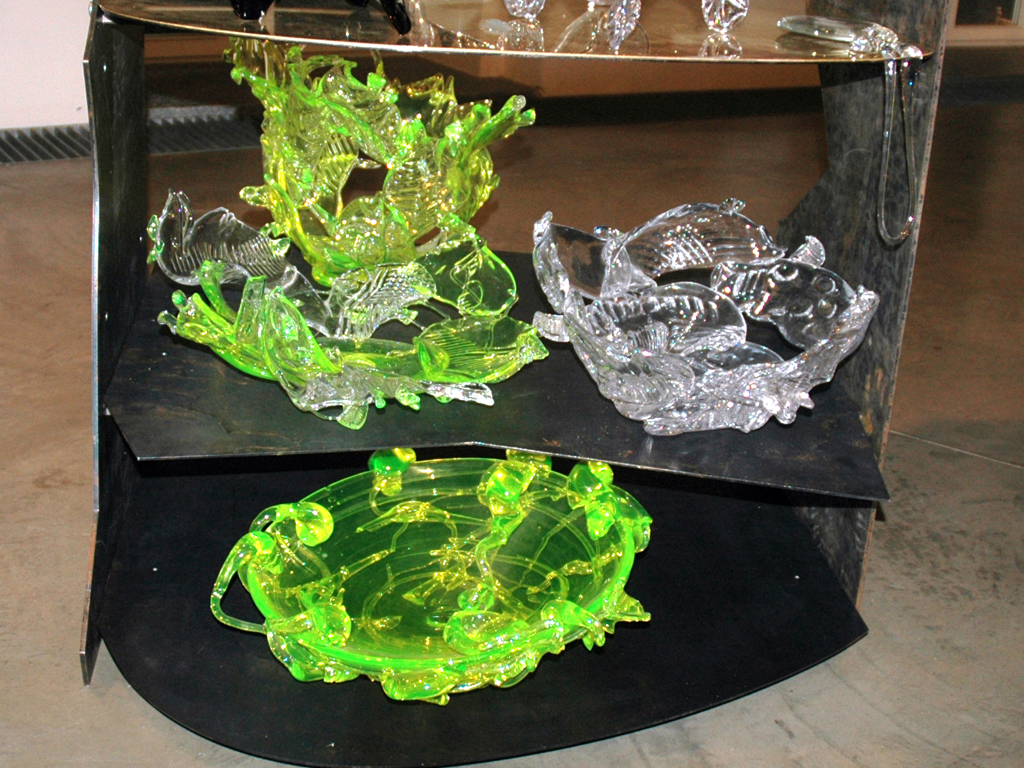
Mísy II
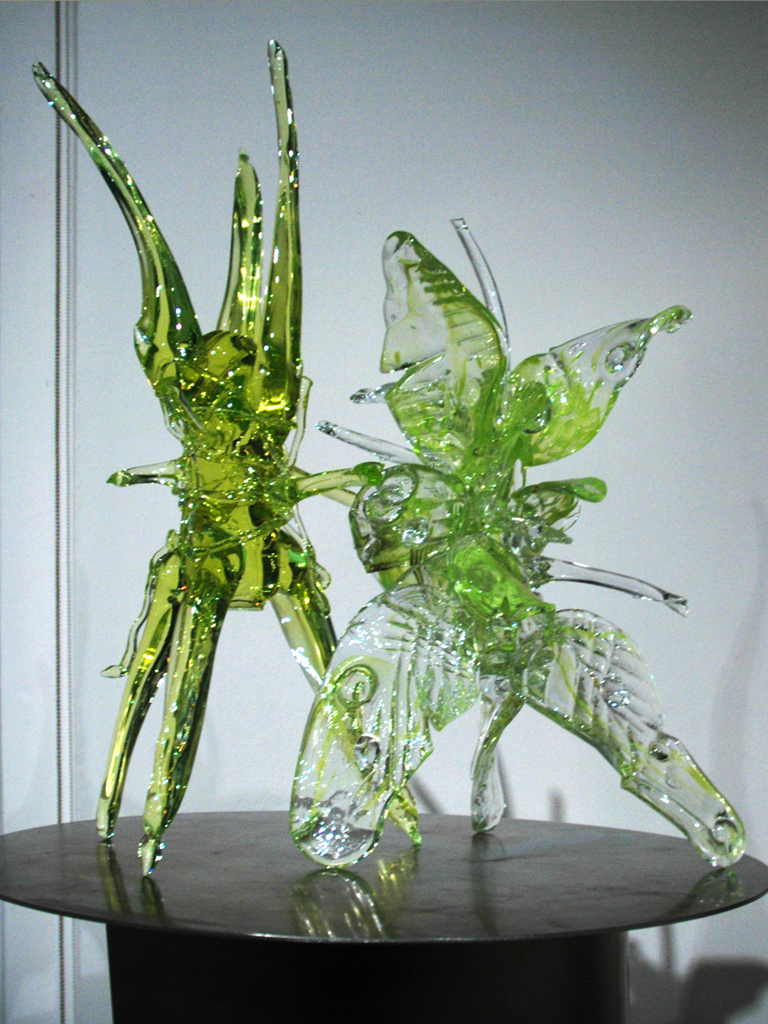
Anděl, Vítěz

- Instalace souboru rozměrných číší nad nimiž visí lustr byla prezentována pod názvem „A je dopito“, pochází z let 2011–2012 a vytvořil si ji ke svým 90. narozeninám. Lustr byl ve dvou případech vystaven a byl umístěn nad stolem s číšemi v roce 2012 na Novoměstské radnici, v roce 2013 v Muzeu na Kampě. V roce 2013 byl v muzeum AJETO v Novém Boru a v roce 2014 ve Veste Coburg-Coburger Glasspreis. V roce 2013 i 2014 už ale z prostorových a elektrických důvodů nebyl lustr nad stolem se sklínkami instalován.
- Výletem sklářského umělce do světa kovových materiálů je dílo „Dialog“ z roku 2012. Použil v něm ostře ohýbané plechy z leštěné mosazi a nerezové oceli.
- V roce 2025 byl po něm pojmenován maskot českého pavilonu a české účasti na Expo 2025 v Japonsku, který vychází z jeho skleněných soch Marťanů.[14]

Ukázky z děl (2011–2012)
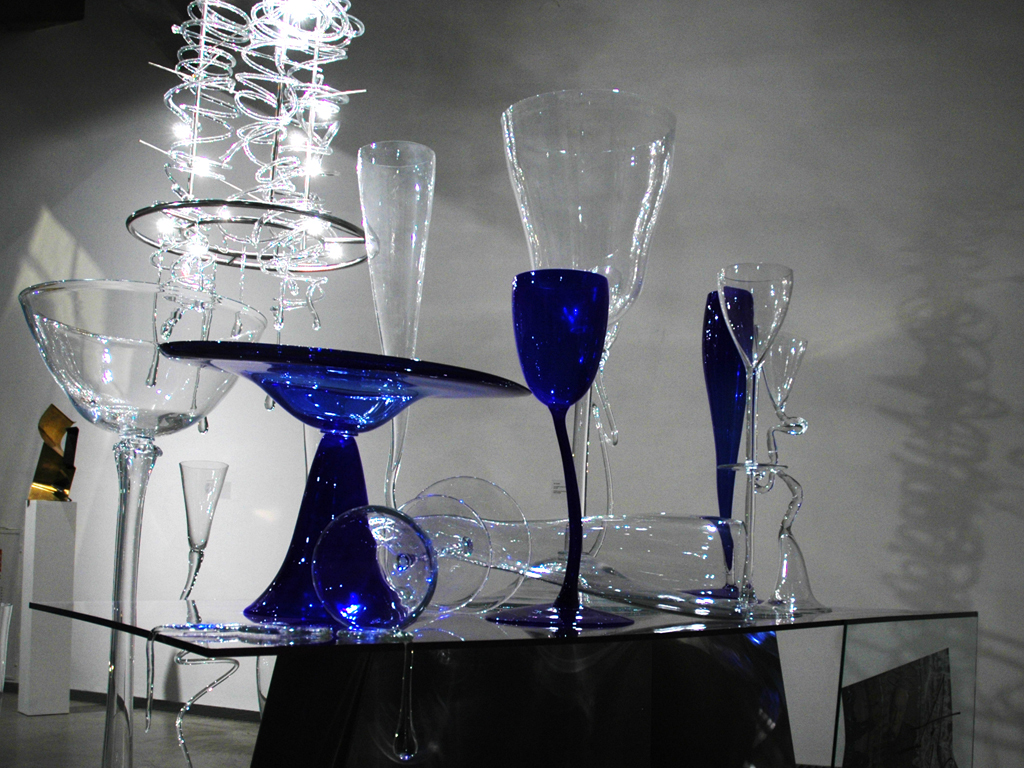
A je dopito
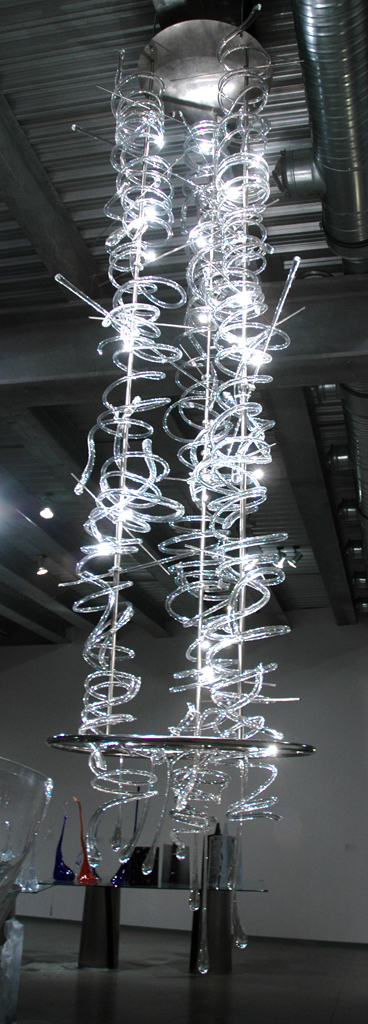
Lustr (A je dopito)
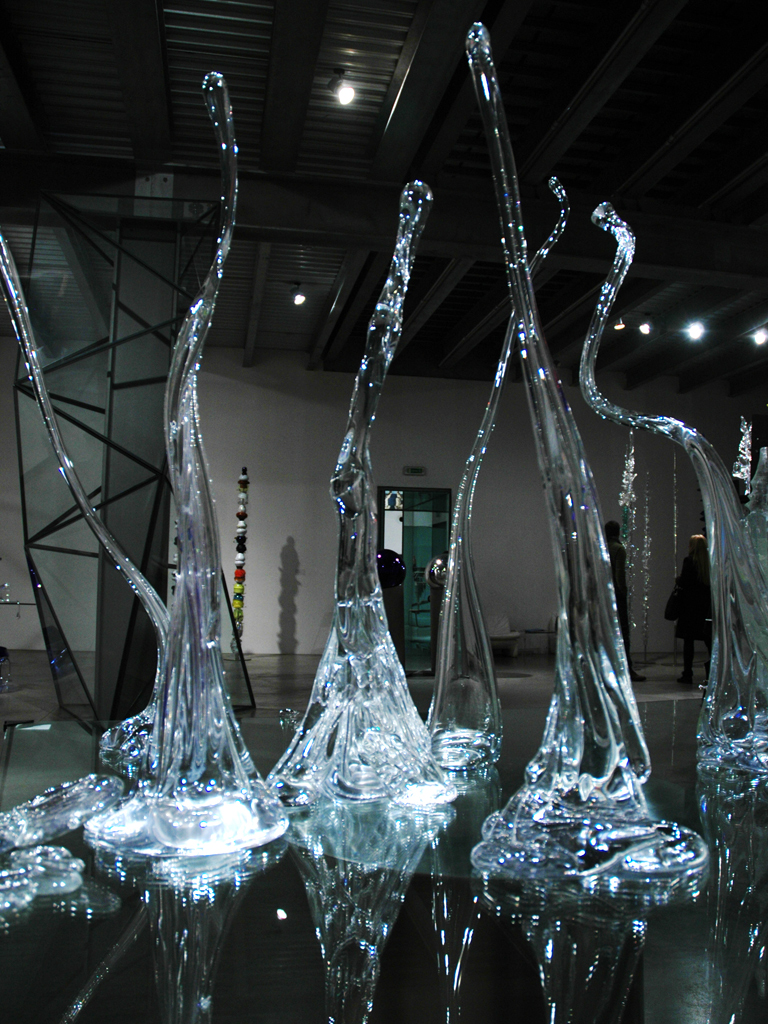
Ručně tvarované skleněné objekty
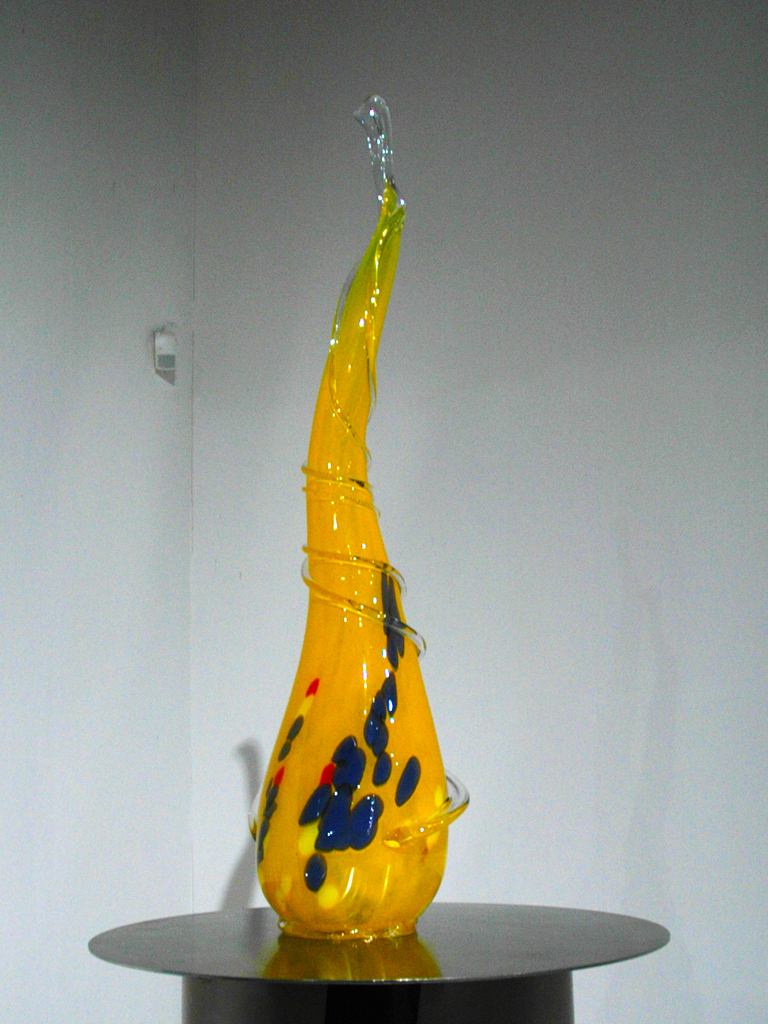
Skleněný objekt
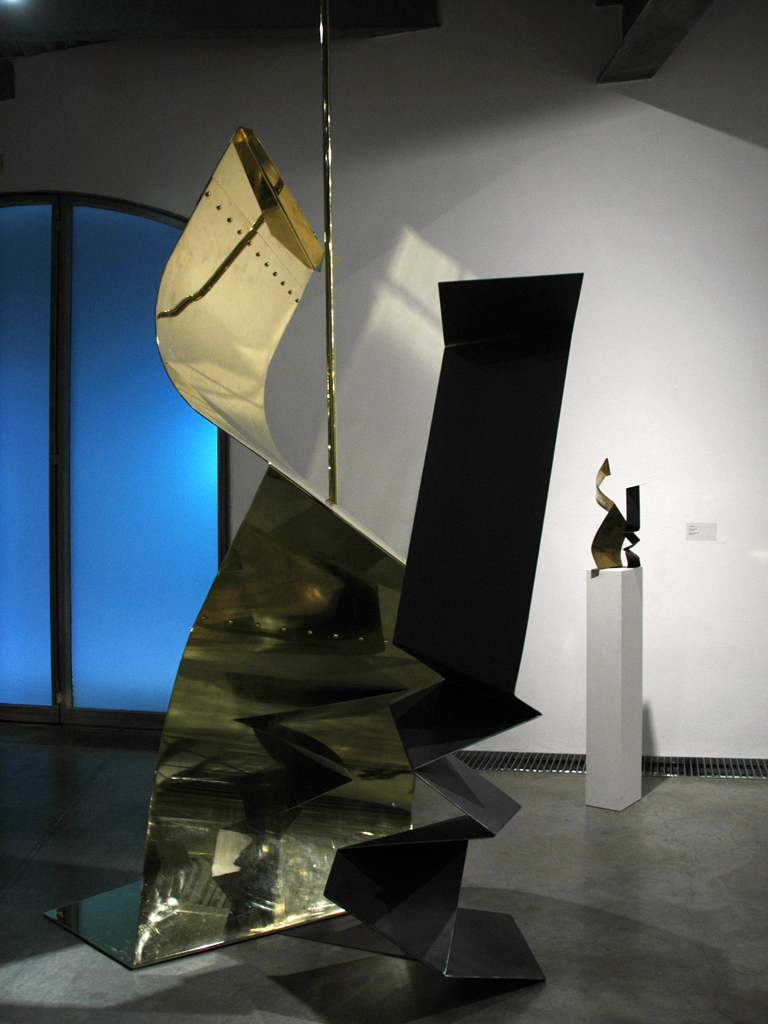
Dialog

| „               | Vždycky při zrodu skleněných plastik jsem si dával pozor, abych před svou slávou dával přednost sklu, aby samo dělalo, co umí, a já mohl být šťastný svědek toho, jaké dělá zázraky. | “ |
| — René Roubíček | |   |

### Světelné plastiky
Roubíčkovy návrhy pro architekturu vznikaly průběžně od druhé poloviny 60. let. Jeho svítidla mají často charakter rozměrných světelných plastik (ambasáda v Berlíně, hotely Thermal, Karlovy Vary a Intercontinental v Praze).

## Porovnání charakteru tvorby manželů Roubíčkových
Ke své tvorbě přistupoval svobodně. Je známý nejen rozměrnými monumenty a světelnými kompozicemi, ale i komornějšími objekty, které i v malých rozměrech působí monumentálním dojmem. Pracoval povětšinou s průhledným sklem. Kladl důraz na prostor, světlo, optické efekty a rafinované hry světla. Jeho manželka Miluše Roubíčková volila pro svoji tvorbu povětšinou neprůhledné sklo s využitím pestrých barev. Vytvářela objekty a plastiky spíše komorního rázu. Její tvorba je oslavou prostých věcí kolem nás. Díla působí intimním dojmem, navozují spíše pocit domova. Pohybovala se mezi světem reality a světem fantazie, mezi všedností a poezií. V jejím svérázném pojetí pop-artu se tak spojoval český humor s ženskou poetičností.

Manželé Roubíčkovi
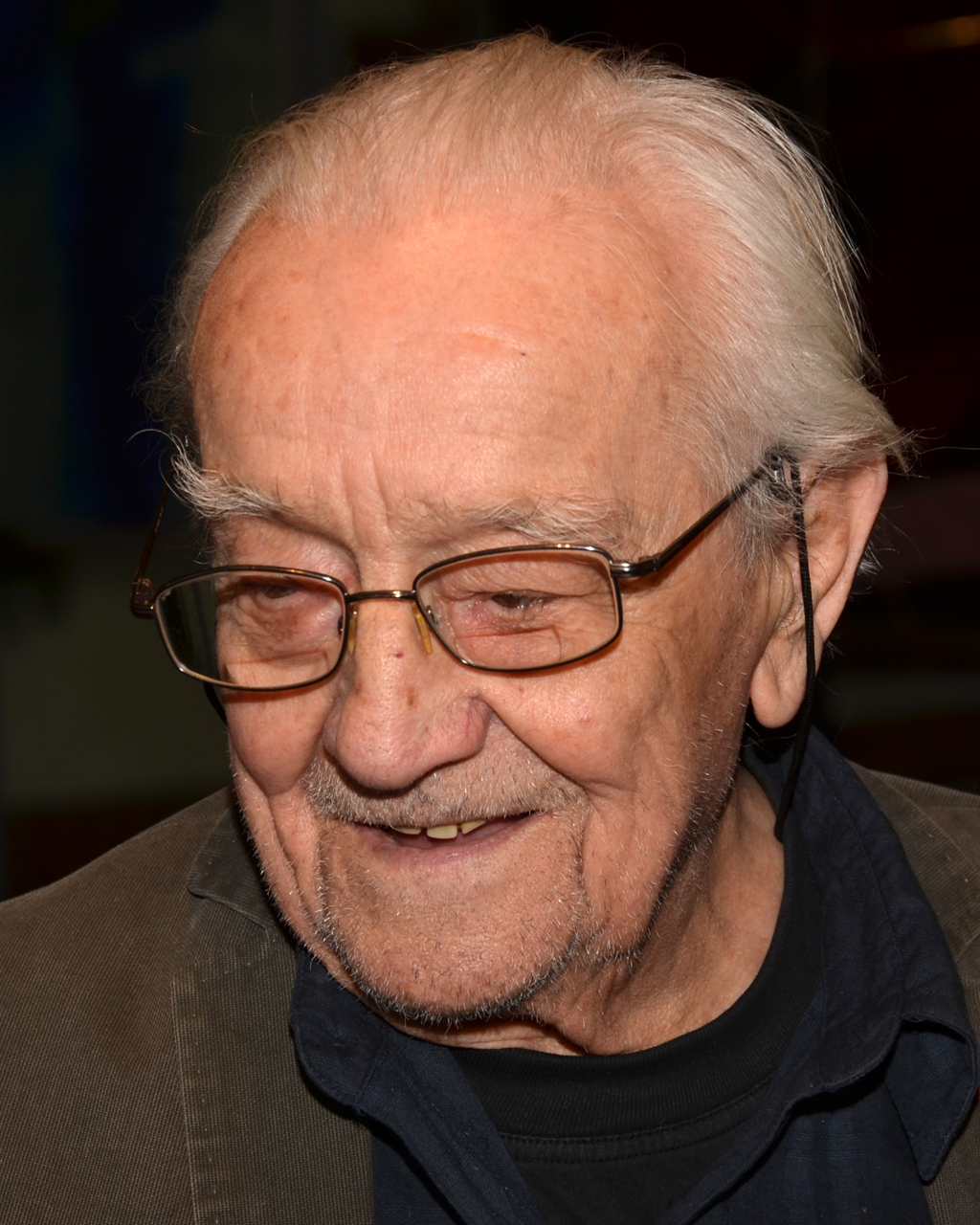
René Roubíček (2016)
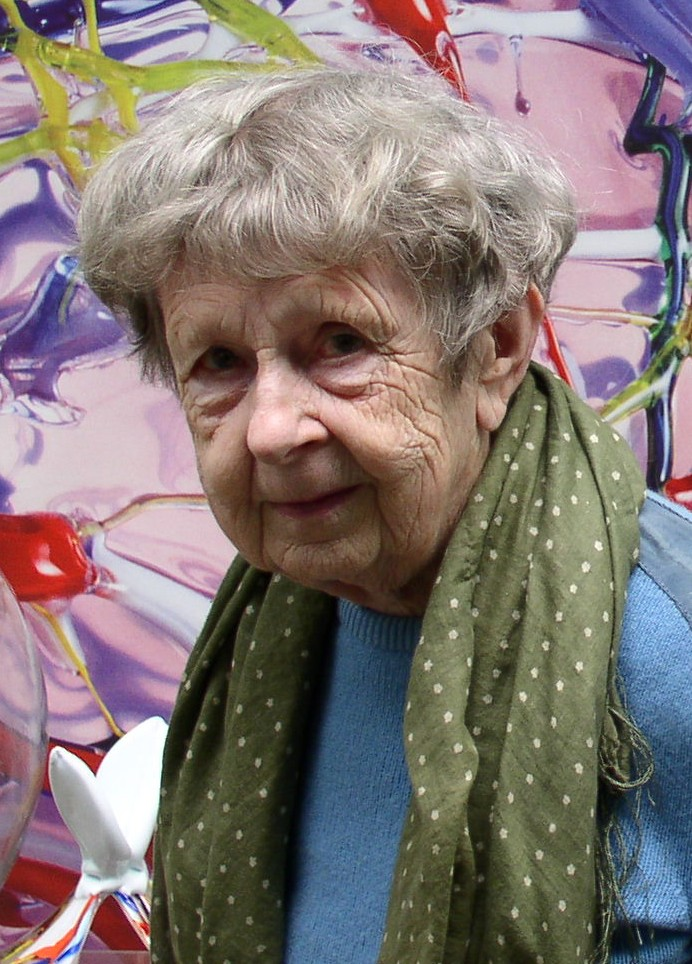
Miluše Roubíčková (2003)

## Studia, práce a spolupráce (chronologicky)
- 1940–1944 Studium na Uměleckoprůmyslové škole (UPŠ) v Praze (ateliér monumentální malby a skla, profesor Jaroslav Václav Holeček)
- 1945–1952 Působil jako pedagog na Odborné škole sklářské v Kamenickém Šenově. Byl profesorem – výtvarníkem oddělení broušeného skla. Spolupracoval (výtvarně) s ateliéry Uměleckého skla v Novém Boru
- 1949–1950 Pracoval na závěrečné práci a přípravě na složení státní zkoušky na Vysoké škole uměleckoprůmyslové (VŠUP) v Praze (ateliér, profesor Josef Kaplický)
- 1952–1953 Byl výtvarníkem vývojového střediska při Střední průmyslové škole sklářské v Železném Brodě
- 1952–1958 Spolupracoval s Ústředním výtvarným střediskem pro průmysl skla a jemné keramiky v Praze (později ÚBOK)
- 1953–1955 Výtvarníkem ateliérů Uměleckého skla v Novém Boru
- 1955–1965 Pracoval jako vedoucí výtvarník technicko – výtvarného střediska Borského skla v Novém Boru
- 1966–1968 Pedagogické působení na Akademii výtvarných umění AVU v Praze
- 1969 – Volné autorské tvorbě se začal věnovat po roce 1969 jako výtvarník ve svobodném povolání. Souběžně externě spolupracoval s Crystalexem Nový Bor, Sklárnou Ústředí uměleckých řemesel (ÚUŘ) ve Škrdlovicích, se sklárnou Hergiswiler Glasi v Hergiswilu, (Švýcarsko) a se sklárnou Ajeto v Lindavě.[18]
- 2006 Přijal účast v The Visiting Artist Program, Museum of Glass, Tacoma, Washington.[18]
- 2006 – Od roku 2006 spolupracoval se společností Moser, a.s., Karlovy Vary[18]

## Chronologický přehled ocenění, sympozií, výstav, ...

### Ceny, ocenění, vyznamenání
- 1958 Grand Prix (Světová výstava Expo 58, Brusel),
- 1963 Krajská cena středočeského krajského národního výboru (SKNV) v Ústí nad Labem,[19]
- 1967 Státní cena Klementa Gottwalda,[19]
- 1969 Zlatá medaile (Mezinárodní veletrh uměleckých řemesel) EXEMPLA (Mnichov),
- 1970 Stříbrná medaile (Mezinárodní veletrh uměleckých řemesel) EXEMPLA (Mnichov),
- 1977 Urkunde Coburger Glaspreis (1. Coburger Glaspreis, Coburg),
- 1980 První cena za skleněné plastiky (Zentral Schweitzer Glaspreis, Luzern),
- 1985 Ehrenpreis (Zweiter Coburger Glaspreis, Coburg),
- 1997 Cena Masarykovy Akademie umění (Česká sklářská společnost),
- 2007 uveden do síně slávy Czech Grand Design, Akademie designu České republiky
- 2008 uveden do síně slávy Bayerische Staatspreis.[18]
- 2015 uveden do síně slávy Mezinárodního sklářského sympozia IGS Nový Bor

### Účast na tuzemských a zahraničních sklářských sympoziích
- 1982 Mezinárodní sklářské sympozium (IGS) v Novém Boru,
- 1982 Frauenau v Bavorsku, (Německo),
- 1983 Luzern, (Švýcarsko),[p 6]
- 1984 Luzern, (Švýcarsko),[p 6]
- 1985 Immenhausen v Hesensku, (Německo)
- 1985 Mezinárodní sklářské sympozium (IGS) v Novém Boru,
- 1988 Mezinárodní sklářské sympozium (IGS) v Novém Boru,
- 1991 Mezinárodní sklářské sympozium (IGS) v Novém Boru,

### Přednášková činnost
- 1994 Pilchuck Glass School v Seattle
- 1998 Přednáškové turné po Japonsku v Jokohamě, Museum of Modern Art a další města

### Samostatné výstavy
- 1961 Praha, Umělecká beseda
- 1965 Liberec, Severočeské muzeum
- 1965 Praha, Galerie Československý spisovatel
- 1967 Brno, Moravská galerie
- 1967 Ústí nad Labem, Galerie Dílo
- 1968 Kamenický Šenov, Sklářské muzeum
- 1968 Poznaň
- 1972 Kutná Hora, Muzeum Na hrádku
- 1976 Frýdek-Místek, Státní zámek
- 1977 Praha, fotoateliér K. Kalivody (soukromá výstava)
- 1980 Moravská Třebová, radnice
- 1982 Jičín, Okresní muzeum a galerie
- 1982 Luzern, Glasgalerie – Hergiswiler Glasi
- 1985 Praha, Atrium (společně s Miluší Roubíčkovou a grafikem Vladimírem Nagajem)
- 1987 Düsseldorf, Galerie Ingrid Mensendiek
- 1987 Frankfurt nad Mohanem, Galerie Gottschalk – Betz
- 1989 Vídeň, J. & L. Lobmeyr
- 1992 Jablonec nad Nisou, Muzeum skla a bižutérie
- 1993 Praha, Galerie Rob van Doel
- 1993 Praha, Galerie U prstenu
- 1994 Wiesloch, Kunsthauszentrum Palatin
- 1995 Frankfurt nad Mohanem, Galerie Vetro
- 1995 Mariánské Lázně, Kulturní středisko a Městské divadlo
- 1995 Praha, Galerie U prstenu
- 1996 Würzburg, Barockhäuser, Joseph – Griesing Saal
- 1996 Sommerhausen nad Mohanem, Galerie beim "Roten Turm" Schweinfurt
- 1996 Galerie am Schrotturm
- 1997 Praha, Galerie Fronta
- 1997 Praha, Galerie Na Jánském vršku
- 1997 Hamburk, Glasgalerie Hittfeld

Výstavy z posledního období, většinou společně s Miluší Roubíčkovou:
- 2000 Londýn, The Studio Glass Gallery
- 2000 Koganezaki, Koganezaki Crystal Park ("Liberated Glass")
- 2001 Osaka, Enomoto Gallery
- 2001 Bergamo, Gallery D'Arte and Divetro
- 2001 Praha, Galerie Pyramida (s Karlem Vysušilem)
- 2001 Praha, Galerie Pokorná
- 2002 Salcburk, Prager Galerie
- 2002 Lucemburk, Galerie Chapelott ("Sklo – umění dneška")
- 2002 Drážďany, Galerie F
- 2003 Praha (27.6.2003 až 21.9.2003), Uměleckoprůmyslové museum v Praze (Mistři evropského sklářství: Miluše a René Roubíčkovi, sklo / retrospektiva 1944–2003)
- 2003 Praha, Galerie Pokorná ("Sklo a obrazy")
- 2003–2004 Bergamo, Gallery D'Arte and Divetro
- 2003–2004 Londýn, The Studio Glass Gallery
- 2005 Praha, Museum Kampa ("Karneval v Benátkách")
- 2007 Praha, Galerie Pokorná (s Jiřím Pačinkem)
- 2012 Kamenický Šenov, Sklářské muzeum ("René Roubíček – Lustry");
- 2012 Praha, Novoměstská radnice ("René Roubíček a Bořek Šípek – Generace ve skle")
- 2012–2013 Praha, Umělecká galerie Moser ("René Roubíček, Sklo je jako jazz")
- 2012–2013 Praha, Museum Kampa (René Roubíček, SKLO – A PROČ NE I.!)[4]
- 2015 – "Miluše a René Roubíčkovi - Sklo", muzeum města Brno, hrad Špilberk, královská kaple (8.7.2015 až 6.9.2015)[17]

### Účast na světových výstavách Expo
René Roubíček se účastnil svými díly na Světových výstavách Expo 58 v Bruselu, Expo 67 v Montreálu a Expo 70 v Osace. (podrobnosti viz následující kapitola)

### Účast na dalších zahraničních výstavách (výběr), realizace v architektuře
- 1958 Československý pavilon v Bruselu na Světové výstavě Expo 58, prostorová kompozice ze skla a kovu.
- 1959 Podobná kompozice na výstavě Československé sklo v Moskvě, na výstavách českého skla v Bombaji, Dillí, Sao Paulu
- 1960 Výstavy československého skla v Praze (repríza bruselské výstavy), v Liberci (repríza moskevské výstavy), dále pak v Káhiře, Kolombu a Monte Carlu.
- 1965 Liberec – výstavní trhy; fontána ze skleněných sloupů
- 1965–1966 Skleněné sloupy a plastiky pro bienále v Sao Paulu a pro výstavy v Benátkách a Lutychu
- 1966 Ostrava, Smuteční obřadní síň; vitráž skládaná do olova
- 1967 Montreal, Československý pavilon v Bruselu na Světové výstavě Expo 67; seskupení hutně tvarovaných sloupů – plastik a skleněná fontána
- 1969 Hutně tvarované lustry na Československém velvyslanectví v Sofii
- 1970 Československý pavilon v Osace na Světové výstavě Expo 70; Mrak – voda, zdroj života (plastika z křišťálového skla a kovu)
- 1970 Kolín nad Rýnem, Galerie Baukunst; skleněná plastika ve vstupní hale
- 1970 Hutně tvarované lustry na Československém velvyslanectví v Londýně; (architekt Jan Šrámek)
- 1970 Hutně tvarované lustry a osvětlovací tělesa na Československém velvyslanectví ve Washingtonu (architekt Jan Šrámek)
- 1971 Kolín nad Rýnem, Správní budova koncernu Görling; lustry
- 1972 Vstupní hala konzulátu SSSR v Praze; lustr; (architekt Jan Šrámek)
- 1973 Hutně tvarované lustry pro Městské divadlo v Pelhřimově
- 1974 Braziliana, hutně tvarované lustry na Československém velvyslanectví
- 1974 Hotel Intercontinental v Praze; lustrový kazetový strop a světelné skleněné plastiky; (architekt Jan Šrámek)]
- 1976–1977 Karlovy Vary, hotel Thermal a festivalové kino; skleněná fontána, skleněný lustr a osvětlovací tělesa; (architekt Věra Machoninová)
- 1977 Obřadní síň v Mostě; stěny z litého barevného skla
- 1984 Göttingen, městské divadlo; lustry ve vstupní hale
- 1984 Vstupní hala, městské divadlo v Mostě; skleněná tavená plastika; (architekt Ivo Klimeš)
- 1986 Coburg, kongresová hala; skleněná stěna vstupní haly; skleněná stěna se spektrálními skly; (skleněná fasáda – vitráž a světelné stropy); (architekt Busso von Busse)
- 1987 Saarbrücken, Altersheim; světelná skleněná plastika
- 1988 Würzburg, kostel Gnadenkirche; vitráž
- 1989–1990 Paříž, schodišťový lustr pro budovu saarského regionu (Maison de la Saar)
- 1990 Nennig, kasino; skleněná fontána
- 1992 Saarbrücken, sportovní hala; skleněné plastiky
- 1993 Nová radnice, Riegelsberg; světelný strop zasedací síně; (architekt Bernard Focht)
- 1994 Vodní zámek, Thurnhout, (architekt E. van Loven)
- 1996 Saarbrücken, IDS Centrum; kulatý lustr
- 2005 Praha, hotel Marriott; skleněná fontána[18]
- 2006 Šanghaj, hotel Sheraton; stěna ze skleněných sloupů[18]
- 2006 Praha, Národní galerie v Praze, Veletržní palác – stálá expozice současného a moderního umění (instalace nové verze kompozice z Expo 58 v Bruselu)[18]
- 2006–2007 Karlovy Vary, Moser, a.s. (soubor unikátních skleněných exponátů ke 150 letům společnosti)[18]
- René Roubíček je autorem originální skleněné Ceny Pavla Kouteckého za dokumentární film (cenu uděluje od roku 2007 The Association of Film and Sociology (AFIS)[18][p 7]
- 2008–2009 nová díla pro Moser, a.s., spolupráce dále pokračuje[18]
- 2010 Glass Retro Collection, soubor skleniček – René Roubíček Brusel 58 (projekt pro Ajeto Art Glass Museum)[18]
- EPD Praha City Centre; skleněný strop; (architekti Jan Hoffman a Otto Dvořák)

### Zastoupení děl ve sbírkách
Díla René Roubíčka jsou hojně zastoupena v soukromých sbírkách, dále pak v domácích a zahraničních sbírkách skla a moderního umění:
- Moravská galerie v Brně
- Muzeum skla a bižutérie v Jablonci nad Nisou
- Sklářské muzeum v Kamenickém Šenově
- Severočeské muzeum v Liberci
- Sklářské muzeum v Novém Boru
- Vlastivědné muzeum v Olomouci
- Východočeské muzeum v Pardubicích
- Uměleckoprůmyslové muzeum v Praze
- Národní galerie v Praze
- Okresní muzeum ve Žďáru nad Sázavou
- Stedelijk Museum v Amsterodamu
- Akademie der Kűnste v Berlíně
- Kunstsammlungen der Veste Coburg v Coburgu
- The Corning Museum of Glass, Corning (city), New York, USA
- Glasmuseum Hentrich im Ehrenhof v Düsseldorfu
- Glasmuseum Ebeltoft v Ebeltoftu
- Museum fűr Kunsthandwerk ve Frankfurtu nad Mohanem
- Sklářské muzeum ve Frauenau
- Badisches Landesmuseum v Karlsruhe
- Museé Cantonal des Beaux – Arts v Lausanne
- Stedelijk Museum De Lakenhal v Leidenu
- Victoria and Albert Museum v Londýně
- Museé des Arts Décoratifs v Paříži
- Museum Bellerive v Curychu
- Koganezaki Crystal Park Glass (Japonsko)
- Museum of Glass, Tacoma, Washington[18]
- Pinakothek der Moderne, Mnichov[18]
- Glasmuseum Frauenau (Sammlung Wolfgang Kermer), Frauenau